# Розкішний часослов герцога Беррійського
«Розкішний часослов герцога Беррійського» (фр. Très Riches Heures du Duc de Berry) — ілюмінований рукопис XV століття. Найвідомішими зображеннями часослова є 12 мініатюр циклу «Пори року» з зображеннями розваг знаті або сільських робіт на фоні середньовічних замків.
Герцог Жан Беррійський у 1410—1411 роках замовив рукопис мініатюристам братам Полю, Жану і Ерману Лімбургам і він залишився незавершеним після смерті трьох художників і їх замовника в 1416 році. Ймовірно, його доповнив у календарній частині анонімний майстер у 1440–1450-х роках. Деякі історики мистецтва вважають, що цим художником був Бартелемі д'Ейк. У 1485—1486 роках манускрипт був доопрацьований художником Жаном Коломбом на замовлення Карла I Савойського, проте деякі аркуші залишилися незавершеними. Придбаний герцогом Омальським в 1856 році, часослов зберігається в його замку Шантійї (нині — Музей Конде, інв. № Ms. 65). Разом з маєтком і зібранням творів мистецтва, що в ньому знаходяться, часослов був переданий герцогом французькій державі; за його заповітом манускрипт, як і інші експонати, ніколи не повинен залишати межі Шантії.

## Опис «Розкішного часослова»
Манускрипт, що зберігається нині в Музеї Конде в Шантійї, був оправлений в XVIII столітті у червоний сап'ян, але його оправляли і раніше, принаймні одного разу. Розмір палітурки — 300 × 215 мм. Книжковий блок складається з 31 зошита розміром 290 × 210 мм, в часослові — 206 аркушів (412 сторінок), згрупованих у п'ять частин, 66 з них мають ілюстрації на всю шпальту, 65 — малі мініатюри.
Кожен пергаментний аркуш зігнутий навпіл, утворюючи два аркуші і чотири сторінки манускрипту. Спочатку кожен зошит складався з чотирьох таких подвійних аркушів (кватерніон), тобто містив 16 сторінок. Дотепер залишилися тільки 20 зошитів з 31 кватерніонами, до інших або були додані аркуші, або з них були вилучені аркуші. Наявність незакінчених фраз в кінці деяких зошитів, що не мають продовження, також вказує на те, що рукопис зберігся не повністю. У часослові є порожні сторінки, як розліновані, так і без жодної розмітки. Вказівки-маргіналії для рубрикатора (каліграфа, що виконував заголовки), що надписані на берегах тонким пером світло-коричневою тушшю, залишилися невитертими, оскільки робота над рукописом була раптово перервана.
Манускрипт зазнав істотних змін у своїй структурі та оформленні до того, як був оправлений. При оправленні аркуші були значно обрізані, через це в деяких місцях втрачені елементи рослинного декору ініціалів і частина обрамлення деяких мініатюр у вигляді архітектурних мотивів. Всі розвороти аркушів пізніше були пронумеровані олівцем; за кількома винятками, номер розміщується на їх правих частинах. Нинішній стан «Розкішного часослова» оцінюється як прекрасний. Аркуші рукопису зроблені з телячого пергаменту вищої якості, вирізані з середньої частини шкіри, мають рівні краї і лежать без хвиль та складок. Майже зовсім не спостерігається розпливання чорнильних плям.

## Замовник

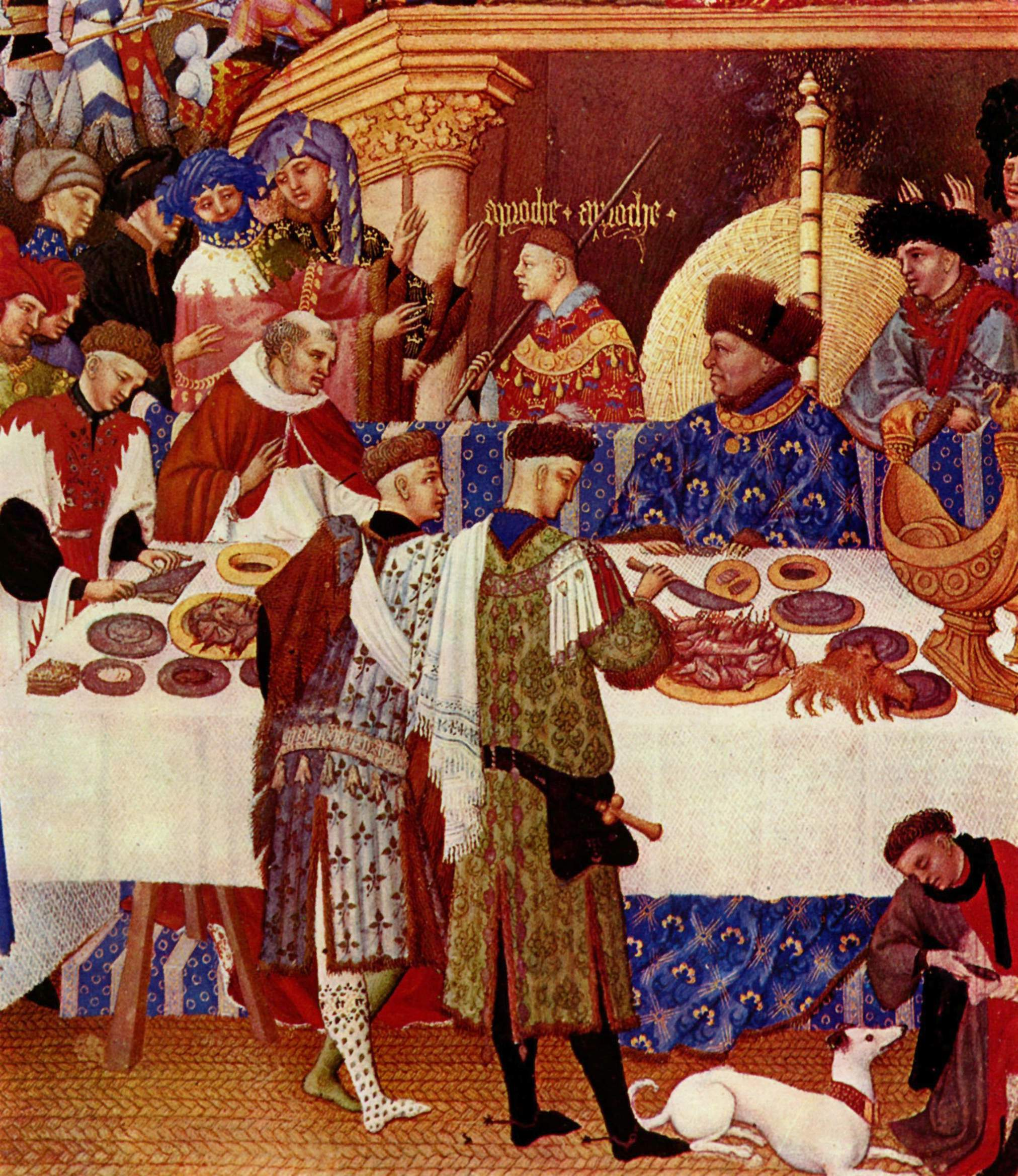
«Січень» (фрагмент). Герцог Жан Беррійський — замовник «Розкішного часослова» — зображений за столом у синьому вбранні.

Жан Беррійський був третім сином короля Франції Іоанна II Доброго. Цей принц, який, ймовірно, успадкував любов до книг від батьків, прославився як колекціонер і меценат. До моменту смерті його бібліотека налічувала триста томів. За оцінкою фахівців, зібрання книг Жана Беррійського хоча й поступалося за обсягом бібліотеці його брата Карла V, в якій було близько тисячі томів, в художньому відношенні не мала собі рівних. В теперішній час зібрання книг герцога зберігається у Музеї Конде. Колекція релігійних книг герцога була однією з найчисельніших і найвишуканіших у оформленні, за що він отримав прізвисько «король часословів».

## Перший склад художників часослова
Брати Лімбурги народилися у нідерландському місті Неймегені в сім'ї гравера Ермана Лімбурга (за іншими документами — гравера Арнольда з Аахена). Їхня мати була сестрою Жана Малуеля, який працював при дворах Ізабелли Баварської і Жана Беррійського. За документальними джерелами відомо, що брати перебували на службі у герцога з 1410 по 1415 роки. Можливо, старший брат, Поль, з'явився при дворі Жана Беррійського раніше, якщо вважати, що саме він є «німецьким художником», що прикрашав в 1408 році замок Бісетр Bicêtre. Цього художника щедрий меценат оженив на Жілетт, дочці заможного жителя Буржа на прізвище Ле Мерсьє, викраденої у батька. Поль не мав дітей, про двох інших братів — Ермана і Жана — окрім імен невідомо нічого. Припускають, що Поль Лімбург помер в 1416 році, переживши герцога Беррійського лише на кілька місяців. Вважається, що Жан і Ерман також померли у 1416 році. Існує також версія, що молодші брати дожили до 1434 року, коли їх імена остаточно зникають зі всіх документів.

## Історія створення
Аналіз мініатюр, їх стилю і форми дозволив мистецтвознавцю Мілларду Міссу, а слідом за ним і хранителю Музею Конде Раймону Казелю Raymond Cazelles зробити припущення про хід робіт над рукописом. Місс розпізнав 13 різних художників, які брали участь в оформленні часослова. Новий поглиблений аналіз рукопису, проведений науковим співробітником Інституту вивчення історії текстів (fr) Патрицією Штирнеманн (фр. Patricia Stirnemann), дозволив визначити, що над ним працювало 27 майстрів.
«Розкішний часослов» не є результатом втілення заздалегідь розробленої образотворчої програми. В процесі створення манускрипту, починаючи з першого етапу, його художній план зазнав істотних змін.

### Брати Лімбурги

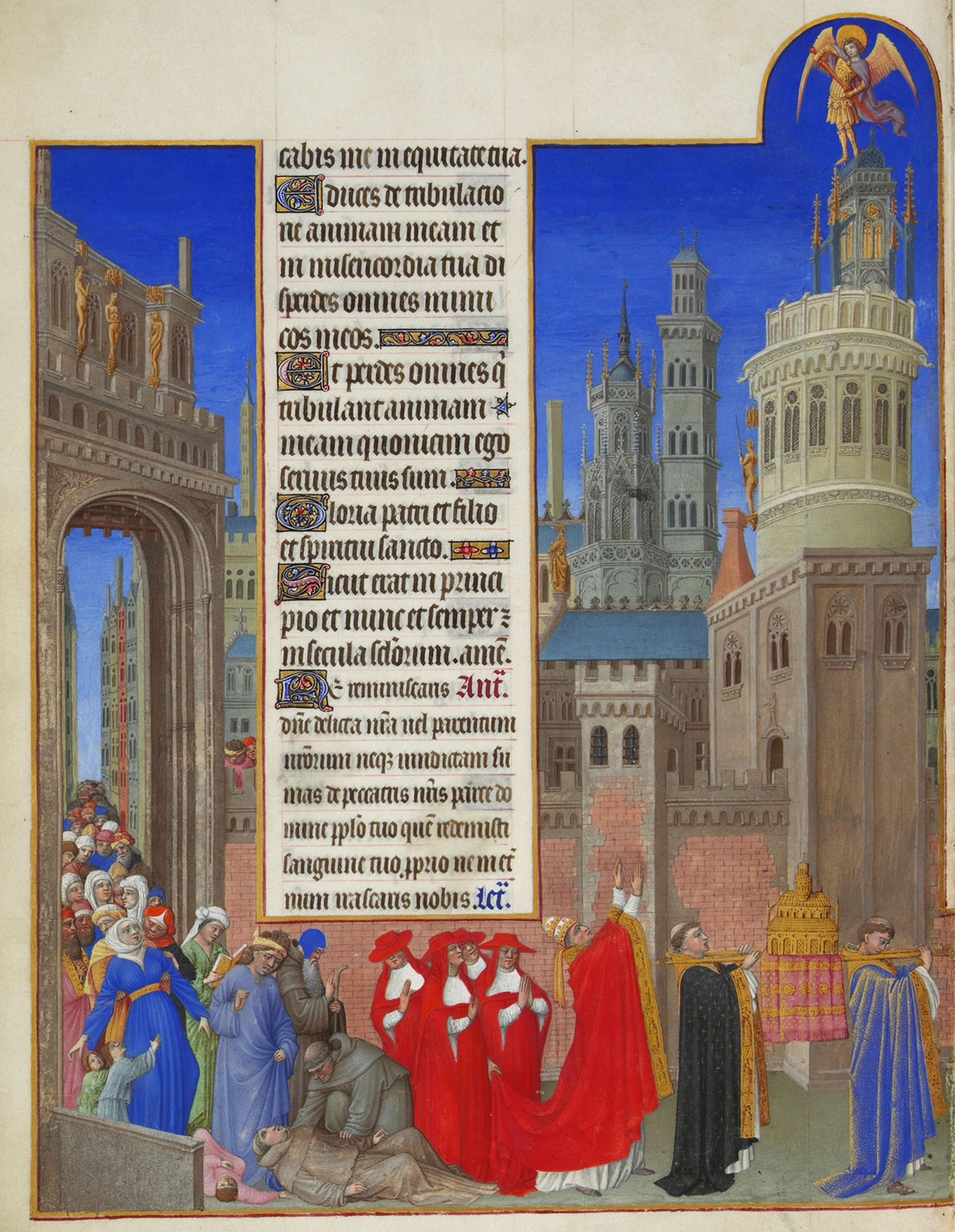
Аркуш (fol.) 71 verso (ліва сторона): «Процесія св. Григорія»

Раймон Казель припускає, що брати Лімбурги розпочали роботу над часословом близько 1410 року. Патриція Штирнеманн знаходить в тексті рукопису доказ того, що початок роботи над ним слід віднести тільки до 1411 року, оскільки в Літанії всім святим (fol. 73[a]) згадується святий Альберт. На думку Штирнеманн — це перша згадка про Альберта Трапанійського. Його канонізація відбулася лише в 1476 році, але члени ордену кармелітів вже у 1411 році започаткували свято вшанування цього сицилійського релігійного діяча.
Основна частина манускрипту була створена між 1412 і 1416 роками братами Лімбургами — Полем, Жаном і Ерманом. Вони, можливо, спочатку працювали у замку Бісетр, що розташований на південь від Парижа, а потім у розкішному будинку у Бурже, наданому Жаном Беррійським. В той час вони не ілюстрували інших манускриптів і могли повною мірою зосередити свої зусилля на створенні мініатюр для часослова.
За версією Казеля і Ратхофера спочатку брати Лімбурги дотримувалися плану оформлення, прийнятого у «Прекрасному часослові», над яким вони працювали на замовлення герцога близько 1404 року. У «Розкішному часослові» так само чергуються великі мініатюри[b] на весь аркуш з текстовим полем у дві колонки по чотири рядки і малі мініатюри, вписані в колонки тексту. Відповідно до цього початкового плану манускрипт був розмічений, його дотримувалися каліграфи при заповненні рукопису. Потім була перерва у роботі, а її другий етап розпочався, ймовірно, після 1412 року. Якщо на першій стадії оформлення брати працювали над рукописом спільно, то після 1412 року вони розділилися, і кожен виконував свій цикл мініатюр.
Текст рукопису, заголовні ініціали, маргінальні декорації і позолоту виконали інші майстри, імена яких здебільшого не збереглися. Робота над книгою була перервана: брати, як і їх замовник герцог, померли в 1416 році, ймовірно, під час епідемії чуми. На етапі, коли брати Лімбурги працювали над рукописом, ними було виконано 65 мініатюр. Саме 1416 роком датується перша згадка про манускрипт в джерелах: в інвентарі, складеному після смерті герцога Беррійського, він описаний як безліч незшитих зошитів «одного дуже багато прикрашеного часослова, розписаного Полем [Лімбургом] і братами його», що зберігаються в коробці. «Розкішний часослов» був оцінений досить низько (у 500 турських ліврів), оскільки рукопис був не завершений і не оправлений.[c]

### Доля рукопису після смерті Жана Беррійського

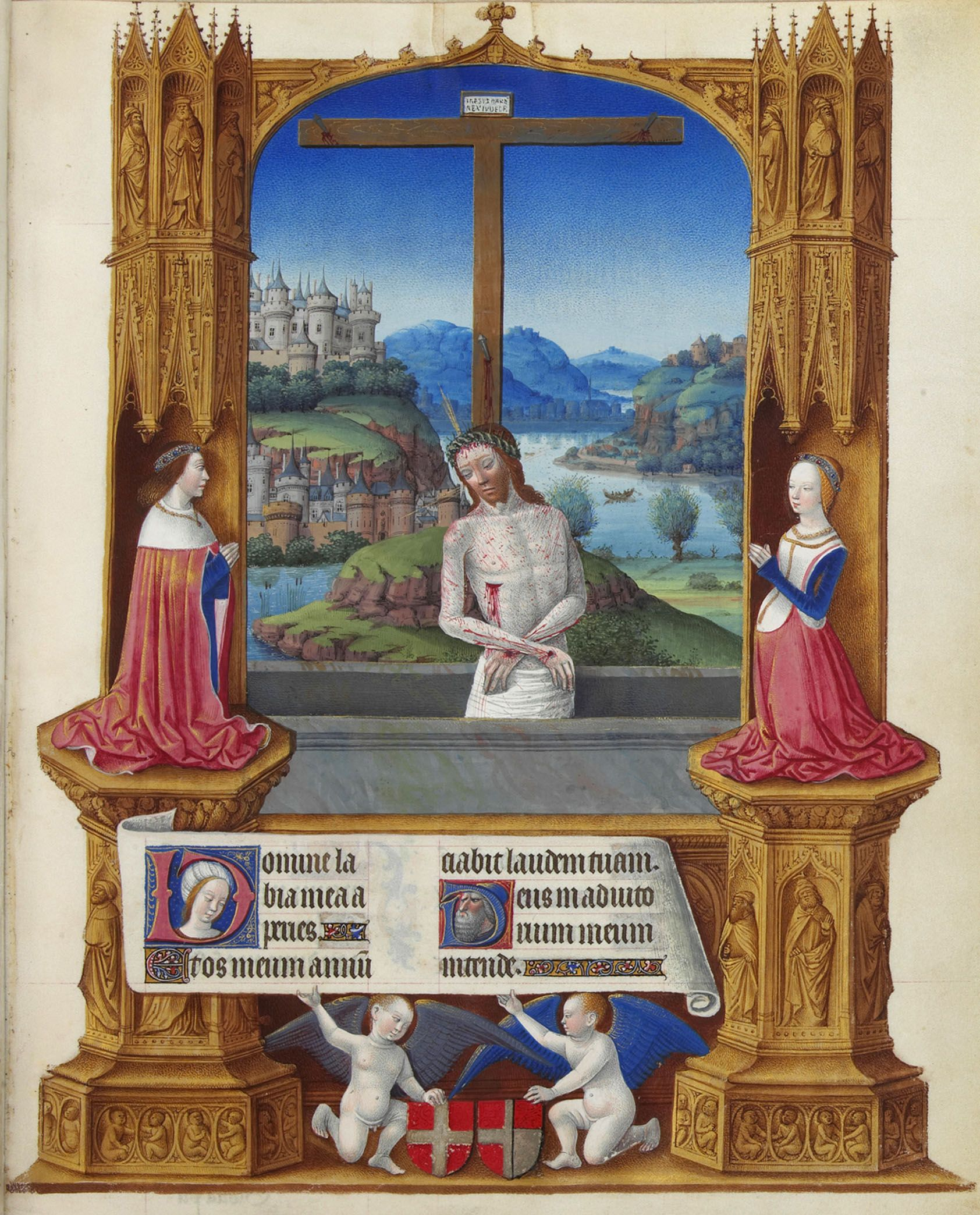
Мініатюра з Христом Страстотерпцем: по боках, на фоні колон, уклінними у позі донаторів зображені герцог Карл I Савойський з дружиною.

Неясною залишається доля часослова після 1416 року. За однією з версій, він належав Рене Доброму, герцогу Лотаринзькому, який опікувався мистецтвами і навіть сам був художником-аматором. Можливо, саме при його дворі в 1440-х роках над цим манускриптом працював невідомий майстер, так званий «Майстер Тіней» (ймовірно Бартелемі д'Ейк). Існує думка, що часослов після смерті Жана Беррійського передавався по лінії прямого наслідування через його дочку, Бону Беррійську, першим чоловіком якої був Амедей VII Савойський, і, таким чином, манускрипт належав герцогам Савойським. Це спірна версія, оскільки Жан Беррійський залишив борги і виконання його заповіту було перерване на вимогу кредиторів. Дві його дочки — Бона і Марія — отримали лише частину спадщини, в якій «Розкішний часослов» був відсутній. Решта цінностей 24 серпня 1417 були переправлені в будинок торговця Стефана Бонпюї. Там почалися роботи зі складання нового опису, але вони не були завершені, оскільки до Парижу вступили прихильники герцога Жана Безстрашного. Можливо, «Розкішний часослов» призначався для продажу, щоб задовольнити вимоги кредиторів герцога Беррійського. Сам Жан Беррійський заповів все своє рухоме майно королю Карлу VI — це третій можливий власник манускрипту після смерті герцога. Ймовірно також, що часослов міг потрапити до бібліотеки Іоланди Арагонської (точно відомо, що вона придбала ще один манускрипт із зібрання покійного герцога — «Прекрасний часослов»). Між 1485 і 1489 роками Карл I Савойський найняв для закінчення робіт Жана Коломба. Таким чином, створення манускрипту (з перервами) зайняло близько 80 років.

### Жан Коломб
Стилістичні відмінності в мініатюрах часослова були відзначені вже його першими дослідниками, звернув на них увагу і герцог Омальський. Точному датуванню ілюстрацій художника, який продовжив роботу над «Розкішним часословом», допомогло зображення уклінного подружжя в обрамленні мініатюри з Христом Страстотерпцем (fol. 75r). За гербами, розміщеними в нижній частині мініатюри, було визначено, що це Карл I Савойський і його дружина (з 1485) Бланш де Монферра. Помер Карл Савойський в 1490 році, тому створення другої групи мініатюр часослова відносять до періоду 1485—1490 років. Ім'я художника допомогла встановити подібність цих ілюстрацій з мініатюрами «Ілюстрованого Апокаліпсису», що зберігається в Ескоріалі. «Апокаліпсис» виконав у 1482 році для Карла Савойського Жан Коломб. Згідно із записом у видаткових книгах герцогів Савойських від 31 серпня 1485 року Жан Коломб отримав 25 золотих талерів за ілюстрації «певних канонічних годин» — дослідники не сумнівалися, що йшлося про «Розкішний часослов». Так було встановлено ім'я художника, що продовжив роботу братів Лімбургів.

### «Проміжний майстер»

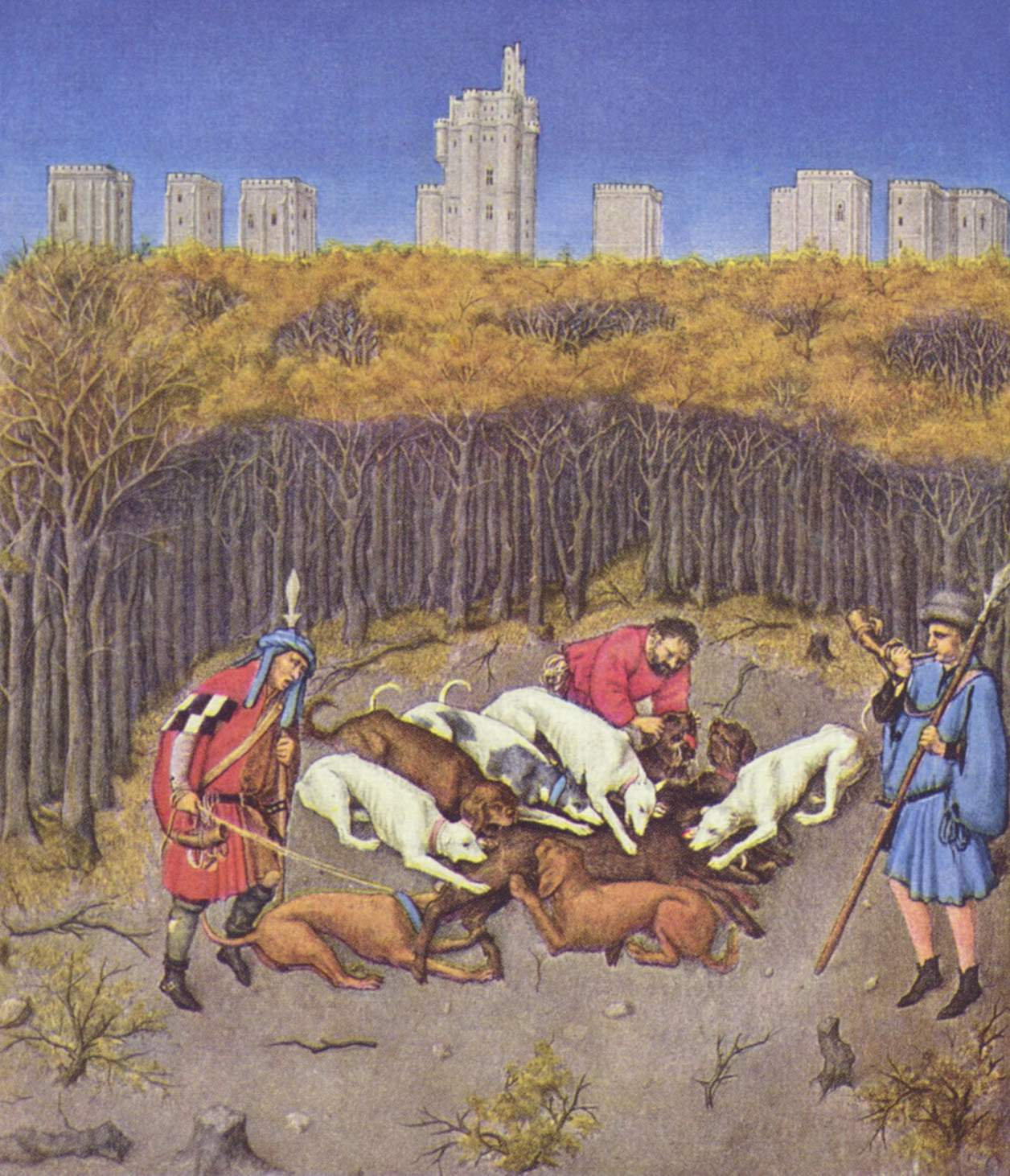
«Грудень» (фрагмент). На думку Беллозі, костюми персонажів відповідають моді середини XV століття

До 1975 року мініатюри часослова приписувалися або братам Лімбургам, або Жану Коломбу. Однак італійський мистецтвознавець Лучано Беллозі припустив, що був ще один, «проміжний», етап в роботі над «Розкішним часословом». Його гіпотеза, прийнята й іншими істориками мистецтва, ґрунтувалася на тому, що персонажі деяких мініатюр, які раніше вважалися повністю виконаними братами Лімбургами, одягнені за модою середини XV століття.
Авторство братів Лімбургів в мініатюрах «Грудень», «Жовтень», частково «Березень», «Червень» і «Вересень» було відкинуте. Погоджуючись з Беллозі, мистецтвознавець Ебергард Кеніг (нім. Eberhard König) звернув увагу на те, що архітектурні комплекси, зображені на деяких мініатюрах календарного циклу, «демонструють досягнення більш пізньої архітектурної техніки». А Казель і Ратхофер відзначили, що мініатюри «Січень», «Квітень», «Травень» і «Серпень» принципово відрізняються за тематикою від інших мініатюр календарного циклу: якщо перша група зображень присвячена придворному життю, то друга звертається до традиційних «календарних» мотивів — сезонних сільських робіт. Важлива деталь — у чотирьох календарних мініатюрах, що приписуються братам Лімбургам, залишилися незаповненими астрономічні дані у верхніх півколах, а в мініатюрах з другої групи вони наведені повністю.
Зображення замків, які нині приписують «Проміжному майстру», об'єднує те, що всі вони — палац Сіте, Лувр, Венсен, Лузіньян і Пуатьє після 1437 року (тобто приблизно в той час, коли він працював) належали Карлу VII.
Питання про те, ким був «Проміжний майстер», залишається відкритим. Якщо часослов після смерті герцога Беррійського перебував у власності короля Франції, ним міг бути один з художників, які працювали для Карла VII. Кеніг знаходить в манері «Проміжного майстра» схожість з художником, який ілюстрував «Книгу про властивості речей» (Livre de la propriete des choses, Національна бібліотека, Париж) і входив до оточення Рене Доброго, а Беллозі — з майстром, що працював над «Книгою про серця, що згорають від любові» (fr) (Відень, Австрійська національна бібліотека, № 2597). Деякі дослідники приписують мініатюри «Проміжного майстра» Бартелемі д'Ейку, інші, наприклад, Кетрін Рейнольдс, для якої стиль художника, який працював над часословом, не збігається з манерою Бартелемі д'Ейка, не згодні з цим твердженням.

## XVI—XX століття

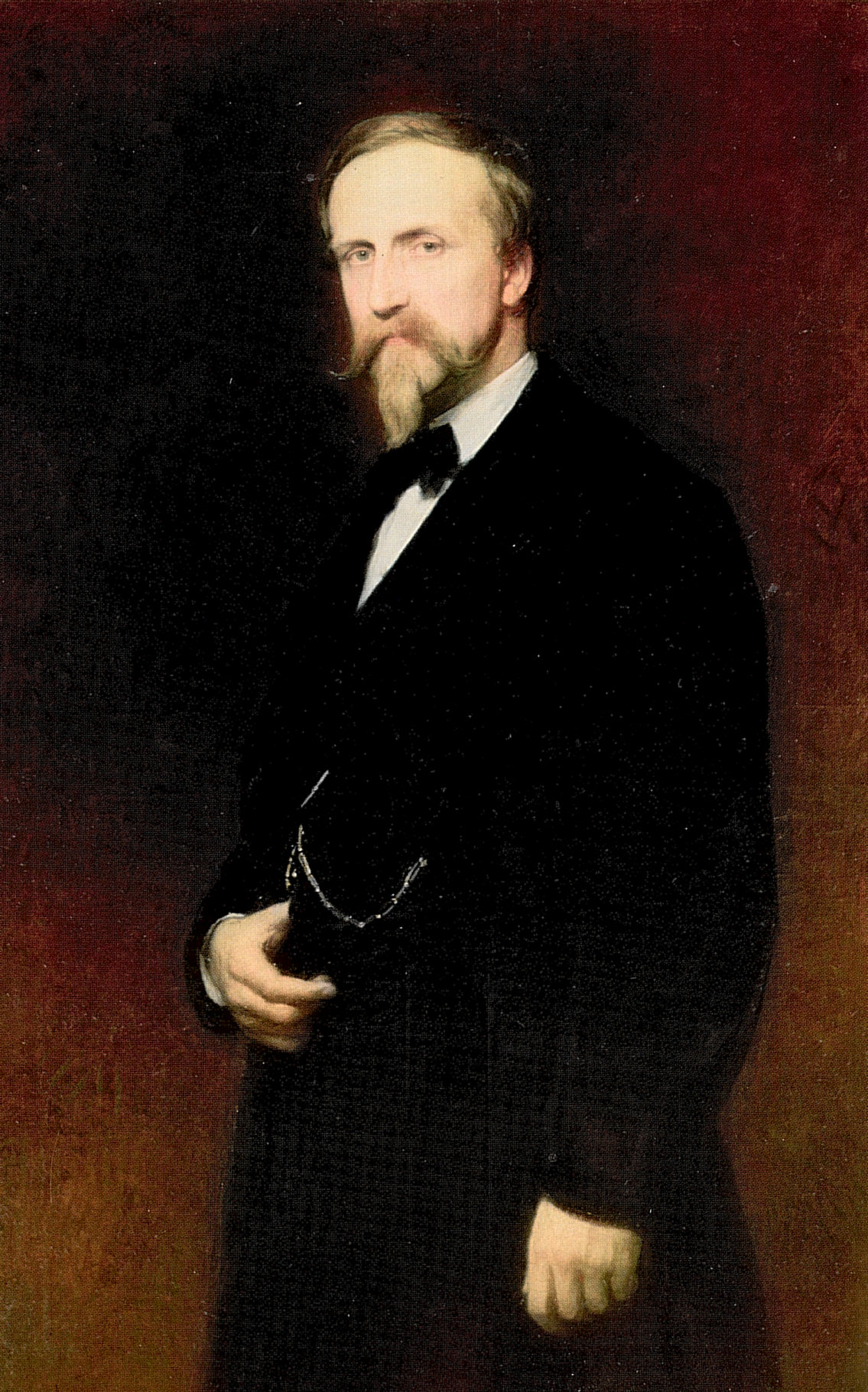
Портрет герцога Омальського. 1866. Художник Ш. Жалабер

У першій чверті XVI століття часослов, за припущеннями деяких істориків мистецтва, потрапив до Фландрії, де з циклу «Пори року» були зроблені копії. Можливо, що в XVI столітті він був переправлений у Турин з частиною бібліотеки герцогів Савойських і зберігався в місцевому замку, потім — у Рахунковій палаті чи, на думку ряду дослідників, протягом трьохсот років перебував в П'ємонті і околицях Генуї. У XIX столітті манускрипт був проданий родиною Спінола Жану-Батисту Серра (1767—1837), а потім опинився у барона Фелікса де Маргеріта. У останнього часослов придбав в 1856 році за 22 тис. франків герцог Омальський (1822—1897) четвертий син короля Луї-Філіпа. Герцог дізнався про те, що власник рукопису збирається продати його, від італійського емігранта та керівника Британської бібліотеки Антоніо Паніцці. Герцог Омальський, що жив у той час в Англії, скористався можливістю (він відвідував у 1855 році свою матір під Генуєю) особисто ознайомитися з манускриптом. Пізніше, разом з усією своєю колекцією і замком Шантійї (нині — Музей Конде), він передав часослов у дарунок французькій державі. Саме герцог Омальський назвав ім'я першого власника часослова — Жана Беррійського.
Вперше часослов був описаний в 1857 році мистецтвознавцем Берлінської бібліотеки Густавом Ваагеном. У 1884 році директор Національної бібліотеки Франції Леопольд Деліль (fr) провів його перше наукове дослідження. У каталозі рукописів Шантійї, підготовленому самим герцогом Омальським, що вийшов в 1900 році, «Розкішний часослов» удостоївся окремого нарису. 1903 року вийшло дослідження професора Гентського університету Жоржа Юлена де Лоо, присвячене часослову (нідерл. Georges Hulin de Loo), в якому автор передбачив деякі атрибуції, запропоновані пізніше Лучано Беллозі. У тому ж 1903 році Поль Дюр'є порівняв «Розкішний часослов» з «Бревіарієм Грімані», (nl) і висунув гіпотезу про те, що часослов побував в Нідерландах, а мініатюри його календарного циклу вплинули на розвиток фламандської книжкової мініатюри. 1904 року Дюр'є повторив свою гіпотезу в монографії, присвяченій великим мініатюрам часослова. У книзі Дюр'є були опубліковані чорно-білі репродукції мініатюр часослова.
У 1940 році побачили світ кольорові репродукції календарного циклу, а в 1943 році — мініатюри зі сценами життя Ісуса. Всі мініатюри часослова були відтворені у кольорі у 1969 році.

## Стиль
Навіть при побіжному знайомстві з мініатюрами і декором часослова стає зрозуміло, що в манускрипті наявні художні тенденції двох різних епох, на цю обставину звернув увагу ще герцог Омальський. Все створене до 1416 року разюче відрізняється від виконаного в 1485 році Коломбом і художниками, які працювали з ним. У той час коли Жан Коломб почав роботу над часословом, стиль братів Лімбургів, що є неперевершеною вершиною епохи інтернаціональної готики, вважався архаїчним. Коломб, маючи власний індивідуальний художній почерк, не міг і не прагнув слідувати манері Лімбургів.

### Брати Лімбурги

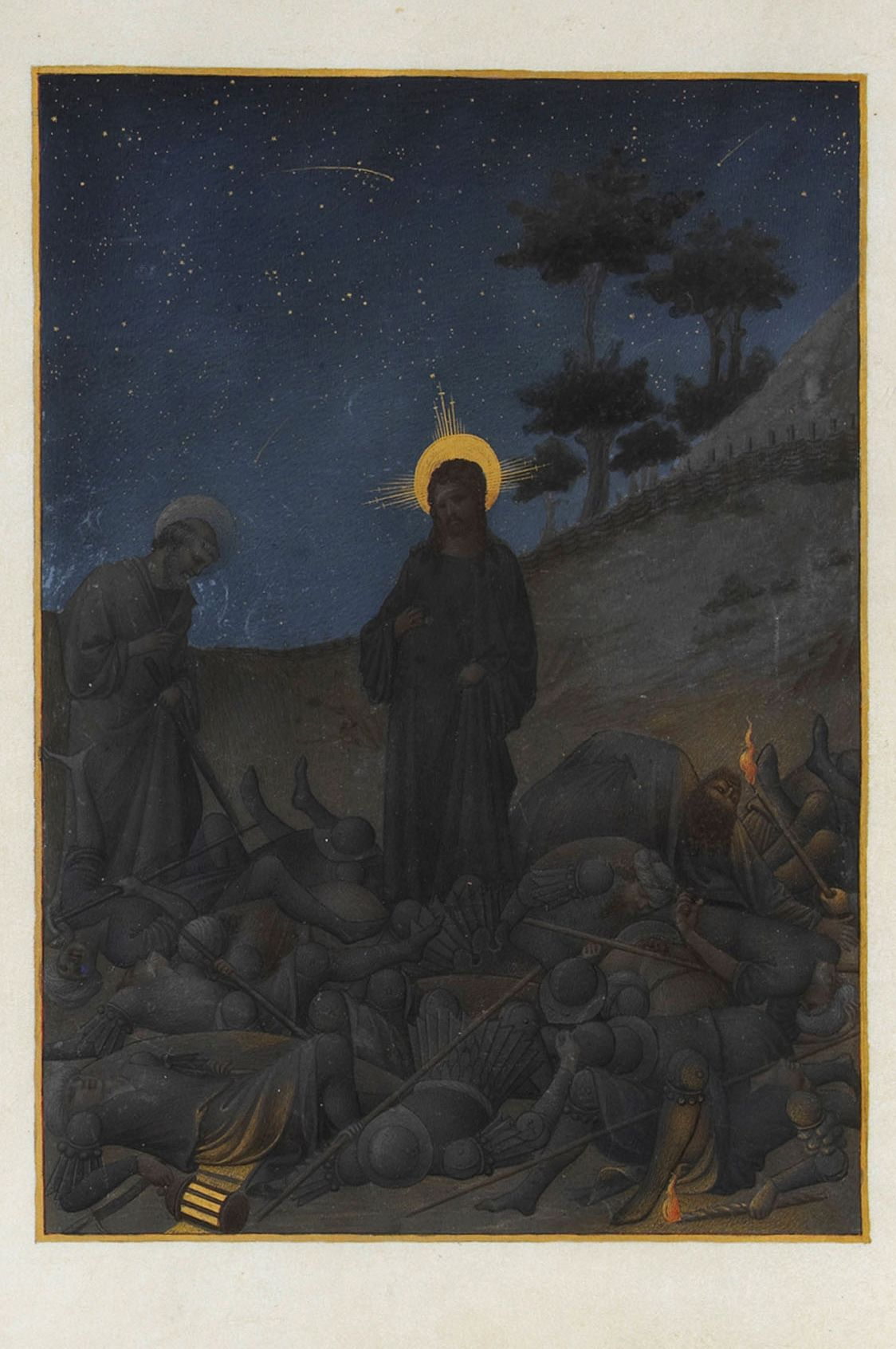
Взяття Христа під варту: «Ego sum» (fol. 142v)

Ймовірно, конкретний внесок кожного з братів у «Розкішний часослов» ніколи не буде точно визначений. Єдине документальне свідчення про авторство братів — це інвентар 1416 року, де «Поль з братами» фігурують як творці часослова. З інших документальних джерел очевидно, що Поль цінувався вище за інших братів як художник, і, можливо, був головою майстерні братів Лімбургів. Досі не відомо, як була організована робота над часословом: хто розробляв загальну концепцію, чи поділявся часослов по циклах і зошитах між трьома братами, або один з них зображував обличчя, інший — вбрання, третій — пейзажі і так далі. Існує гіпотеза, що на певному етапі робіт брати розділили між собою мініатюри трьох циклів: пристрасного, щоденних служб і календарного. На користь цієї версії говорить і те, що всі три цикли залишилися незавершеними — робота над часословом була перервана раптово. У кожному з циклів легко простежити індивідуальну манеру художника. Так, щоденні служби були проілюстровані мініатюрами високими за якістю виконання, але в них найменше художніх новацій. Другий з братів створив календарний цикл («Січень», «Квітень», «Травень» і «Серпень», що знаходяться в одному зошиті), в якому майстерно відобразив життя придворних. Третій, найобдарованіший, є автором Страсного циклу, що містить у тому числі надзвичайно виразні нічні сцени.
Дослідники звертають увагу на вплив античних і сучасних італійських творів мистецтва на стиль братів Лімбургів, що проявляється у створених ними мініатюрах. Зазначено, що фігури уклінного Адама з «Гріхопадіння і вигнання з Раю» і воскреслого Лазаря (fol. 171r), а також «Анатомічна людина» мають прообрази в античній скульптурі. Причому художникам зовсім не обов'язково було подорожувати до Італії, щоб вивчити ці зразки: в колекціях вельмож того часу, захоплених манією колекціонування, були численні твори класичного мистецтва.
Архітектурні комплекси на мініатюрах («Процесія св. Григорія», «Вхід у Єрусалим») «Розкішного часослова» дуже нагадують італійські міські ландшафти. Аналогії з італійськими творами мистецтва кінця XIV — початку XV століть простежуються у «Принесенні у храм» (дослідники відзначають подібність з фрескою з Базиліки Санта-Кроче у Флоренції), «Падінні бунтівних ангелів» (цю мініатюру порівнюють з луврською картиною «Падіння ангелів», що певний час приписувалася Наддо Чеккареллі), «Зняття з хреста» (схожість Діви Марії з фігурою на картині «Зняття з хреста» Андреа де Фіренце з Іспанської капели, що знаходиться у флорентійській церкві Санта-Марія-Новелла).
Попри те, що досі залишається невідомим, чи працювали три брати над мініатюрами спільно або окремо над кожним циклом, історик мистецтва Міллард Місс зробив спробу атрибутувати ілюстрації кожному з них. На думку Місса, з великих мініатюр дев'ятнадцять створені Полем, якого дослідник вважає найобдарованішим з братів, чотирнадцять — Жаном і вісім — Ерманом. Місс виділив мініатюри, над якими працювали разом: над однією Поль і Ерман, а над двома іншими — Поль і Жан. Однак атрибуції Місса були піддані критиці одразу після виходу в світ його книги «Брати Лімбурги і їх сучасники» (1975). Свої сумніви висловив, наприклад, Франсуа Авріль (fr) —куратор Національної бібліотеки Франції, який у рецензії на книгу Місса відзначив, що «прив'язки до конкретних імен засновані, перш за все, на припущеннях й не мають під собою переконливих доказів». Місс запропонував свою версію атрибуцій ілюстрацій часослова до появи гіпотези про існування «Проміжного майстра» і схилявся до того, що найталановитішим із братів Лімбургів був Поль, який випередив свій час і передбачив художні відкриття Яна ван Ейка і Робера Кампена. Після визнання більшістю мистецтвознавців версії «Проміжного майстра» образ братів Лімбургів постає в новому світлі. Художники найвищого класу, вони, безсумнівно, були «ґрунтовно укоріненими у придворне життя і залежали швидше від інтересів замовника, ніж своїх власних».
Раймон Казель, відзначив, що стильові відмінності між мініатюрами першого етапу очевидні, і надав перевагу атрибуції, в якій художники названі умовно «Лімбург A» (Поль?), «Лімбург B» (Ерман?) і «Лімбург C» (Жан?).

### Жан Коломб і його майстерня

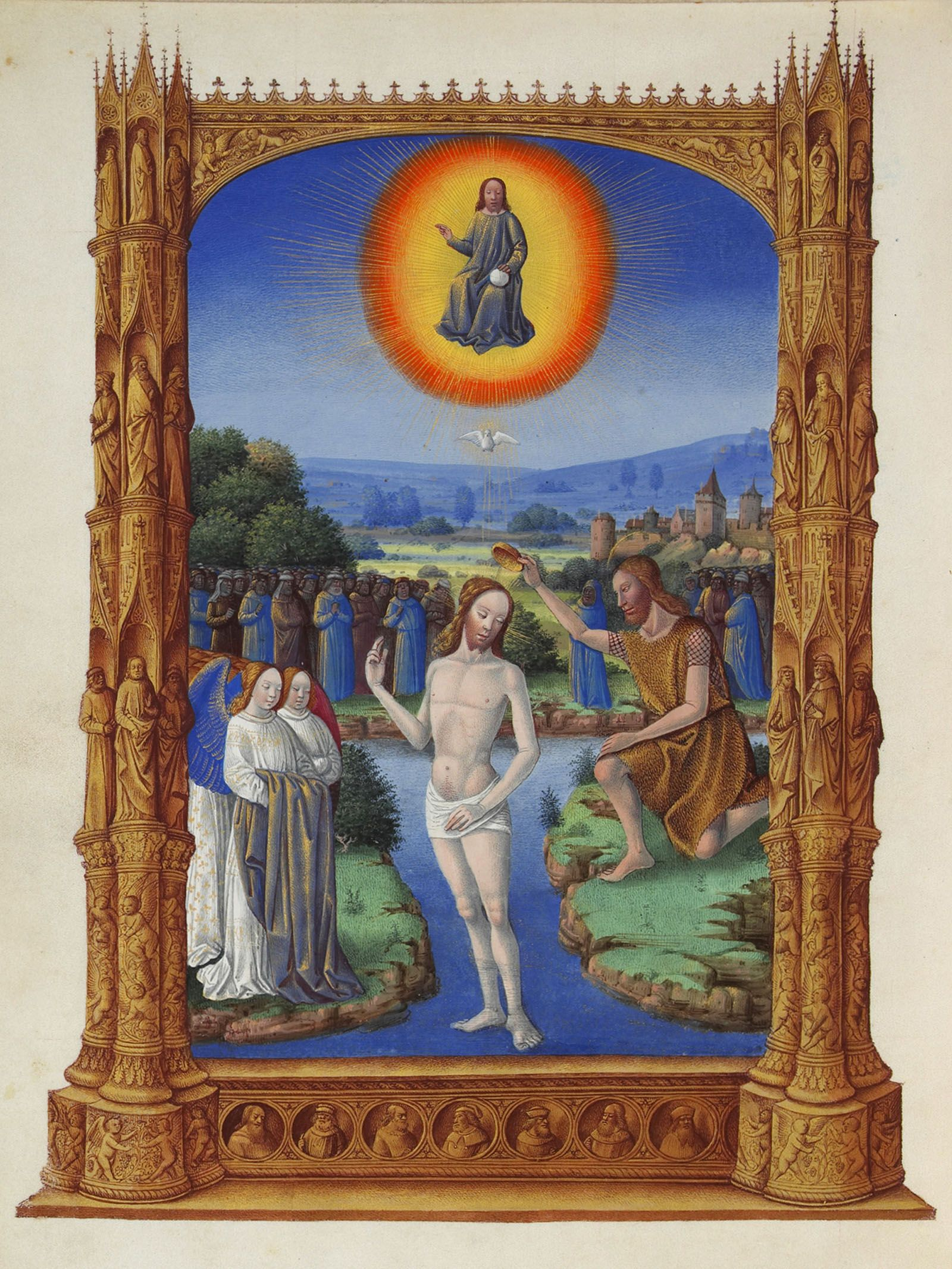
Хрещення (fol. 109v). Одна з великих мініатюр, створених Жаном Коломбом для циклу коротких щоденних служб

Коломб, найімовірніше, знаходився під впливом одного з найталановитіших мініатюристів того часу — Жана Фуке, але мав власний художній почерк. Риси облич персонажів на мініатюрах часослова, що вийшли з майстерні Коломба, «більш жорсткі і чітко виявлені». Великі ілюстрації обрамлені багато декорованими архітектурними мотивами у вигляді мармурових або позолочених колон. Дія розгортається на тлі вражаючих багатопланових пейзажів, далечінь на яких тане в блакитному серпанку.
Коломбу приписуються 23 з 66 великих мініатюр часослова. Художник працював над аркушами, розміченими ще на першому етапі створення часослова (до 1416 року), він також завершив мініатюри, розпочаті братами Лімбургами. Іноді, щоб збільшити поле великої ілюстрації, Коломб зафарбовував текст (дві колонки по три-чотири рядки), розміщений знизу, і переносив його в інше місце в скороченому варіанті. Для деяких мініатюр Коломб ділив аркуш на дві частини — верхню більшу і нижню меншу зі сценою, що контекстно пов'язана з основною композицією.

### Декор манускрипту

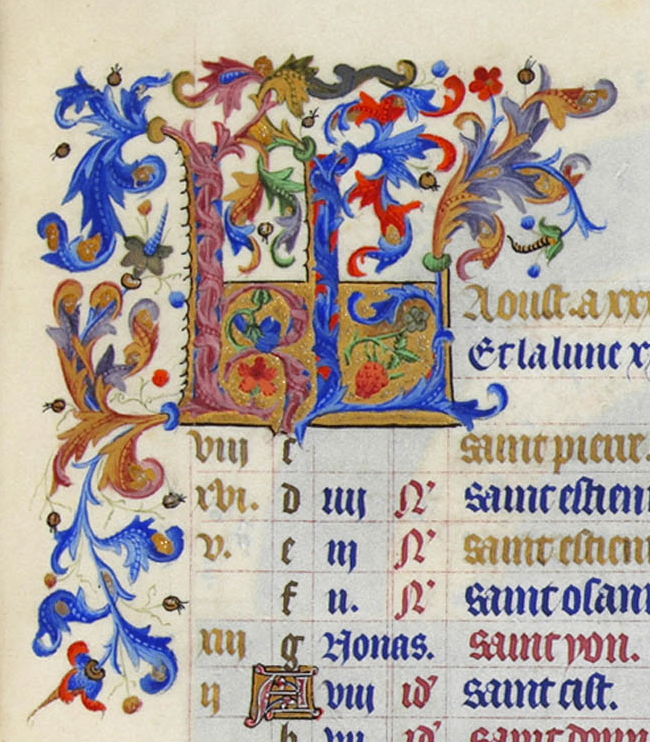
Календар. Серпень (fol. 9r). Ініціал KL, що позначає перший день місяця

Елементи декору часослова — вставки по краях великих мініатюр, ініціали з орнаментальними відгалуженнями і портретними зображеннями, відрядкові декоративні смуги — також створювалися у дві різні часові епохи. Причому деякі декоративні елементи, розроблені на першому етапі оформлення, отримали завершення вже в майстерні Жана Коломба (переважно це великі ініціали з портретами).
Художників, які виконували оформлення на першому етапі (до 1416 року), Міллард Місс розділив за легко помітними стильовими відмінностями і дав їм умовні імена: «Майстер сплетінь», «Майстер сухої манери», «Майстер веретен». Він же приписав обрамлення та ініціали євангельських секвенцій і канонічних годин Марії «Майстру Бревіарія Жана Безстрашного». Нечисленні обрамлення великих мініатюр сильно відрізняються одне від одного; по суті, кожне з них — окремий декоративний тип. Так, в обрамленні мініатюри «Благовіщення» глядачеві подається «світ небесний» — ангели на чолі з Богом-Отцем; «Зустріч Марії і Єлизавети» — картина «перевернутого світу» з фантастичними персонажами і сценами, «Диво примноження хлібів» — «світ природи», де реалістично виписані дельфініуми і равлики створюють пишну раму. Але здебільшого береги великоформатних мініатюр залишилися порожніми. Тільки в поодиноких випадках вони були заповнені пізніше. Можливо, що вже на початку роботи брати Лімбурги відмовилися від створення обрамлень, подібних тим, якими обведені мініатюри «Найпрекраснішого (Брюссельського) часослова», або вони не сподобалися замовнику. Так чи інакше, але більшість мініатюр залишилися без декоративних бордюрів, а майстри, які працювали над часословом пізніше, не стали заповнювати порожні береги.

### Текст
Латинський текст розташований в двох колонках шириною по 48 мм кожна, які містять 21 або 22 рядка. Аркуші манускрипту розліновував кресляр, залишаючи місця для великих і малих мініатюр. Потім роботу розпочинав каліграф. Текст рукопису виконаний чорним чорнилом (лише зрідка використовувалося темно-коричневе) готичним шрифтом, рівним витонченим почерком, що свідчить про найвищу майстерність каліграфа. Можливо, це був майстер на ім'я Івонне Ледюк (фр. Yvonnet Leduc), що перебував у 1413 році на службі у герцога Беррійського. Над манускриптом працювали й інші каліграфи: на аркушах 52v, 53rv, 54r основний текст написаний одним почерком, а допоміжний (антифони, коментарі тощо) — іншим. Тексти на аркушах 52v і 54r датуються 1485 роком і написані світло-коричневими чорнилом.
Патриція Штирнеманн в тексті манускрипту розрізняє руки п'яти переписувачів: з них перший виконав найбільшу частину роботи (з fol. 17 по fol. 204v). Другий з каліграфів працював на третьому етапі створення рукопису, його рукою написаний текст календаря. Третій переписувач заповнив текстом fol. 53r/v, четвертий надписав назви місяців і цифри на мініатюрі «Анатомічна людина». П'ятий переписувач виконав текст fol. 52v і 54, над мініатюрами для яких працював Жан Коломб.

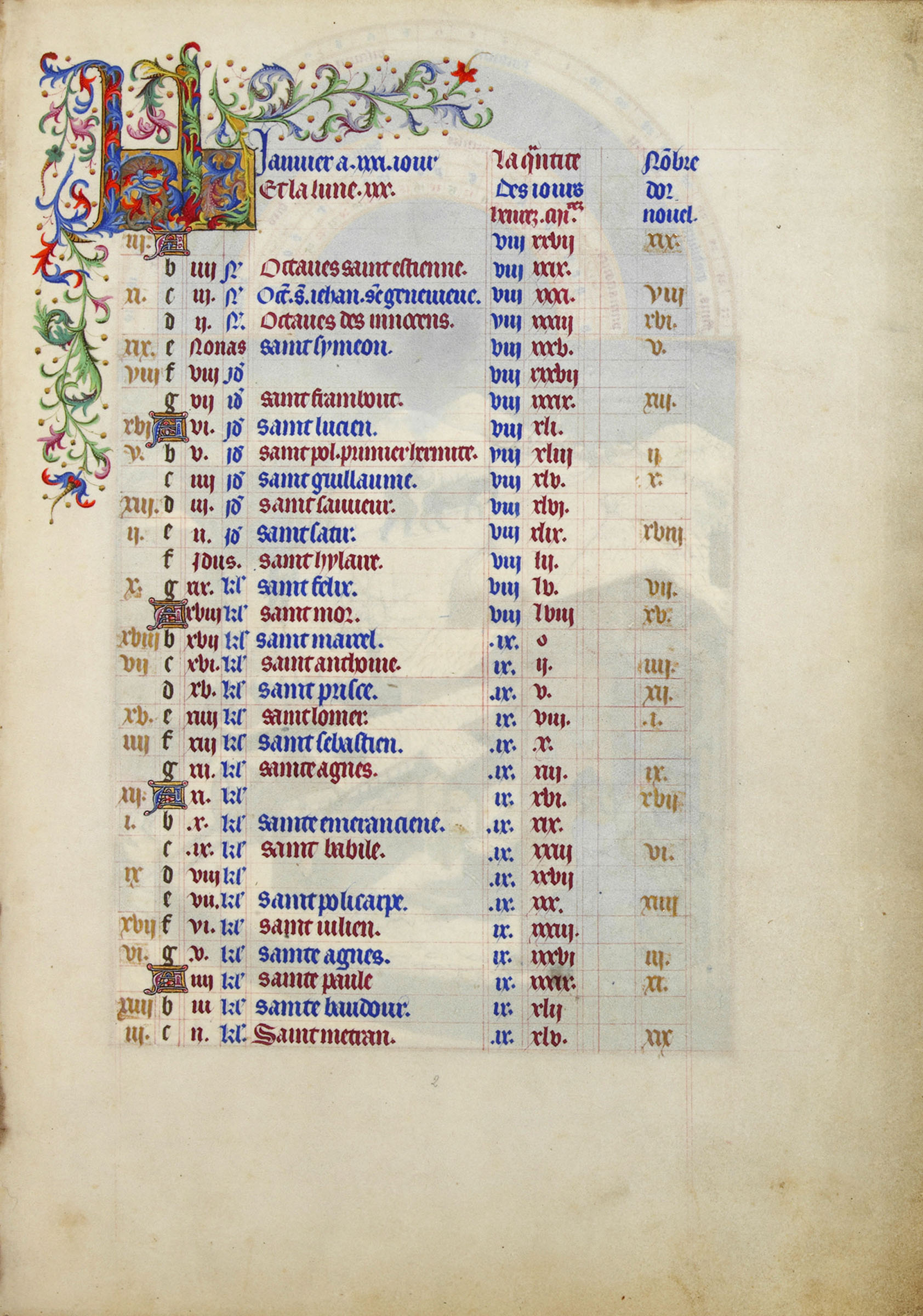
Текст календаря (січень), fol. 1 (2-й каліграф ?)
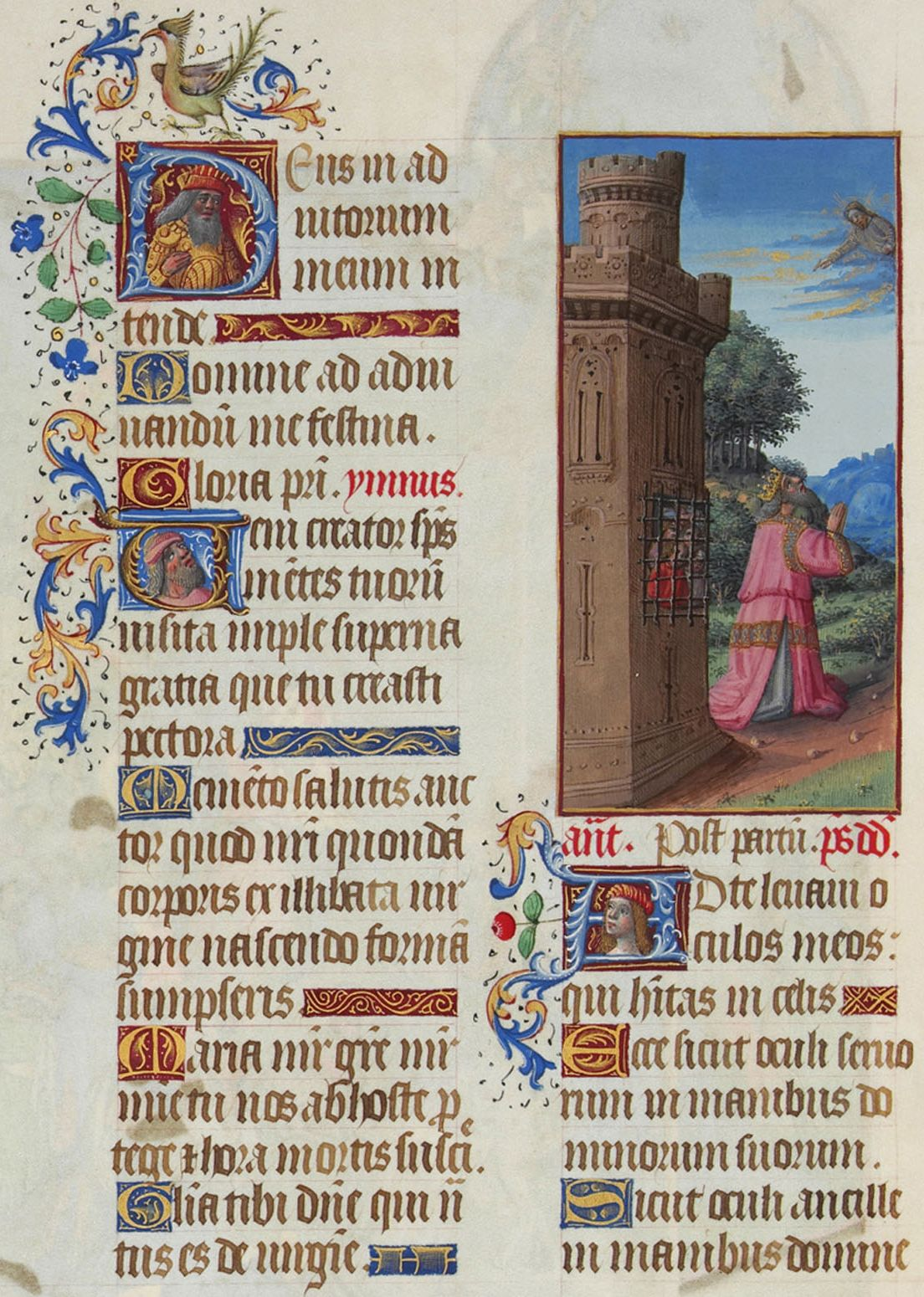
Псалом 122, Звернення до Господа про нестерпне безчестя, fol. 52v (каліграф Жана Коломба ?)
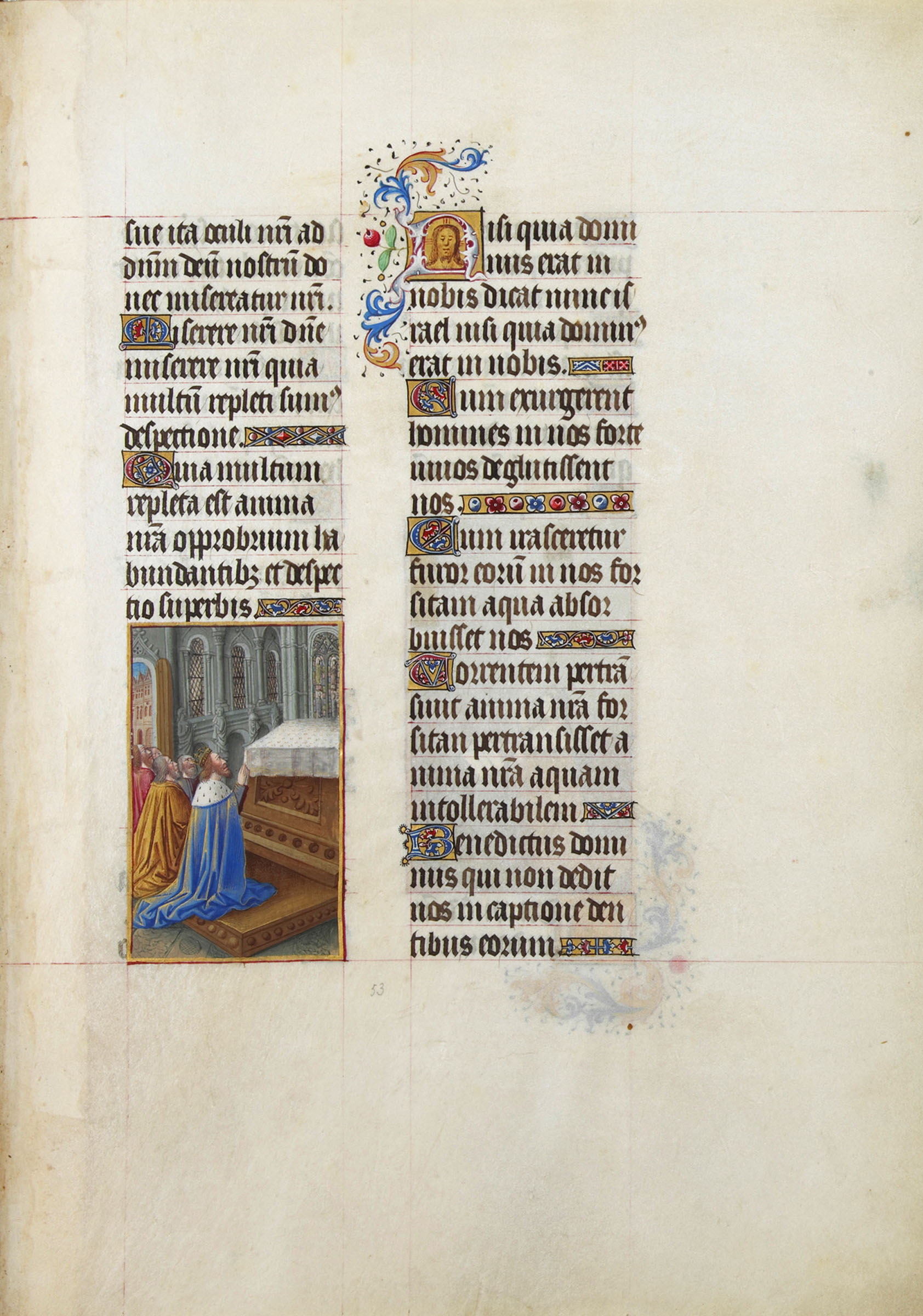
Текст псалмів 123 і 124, fol. 53r (3-й каліграф ?)
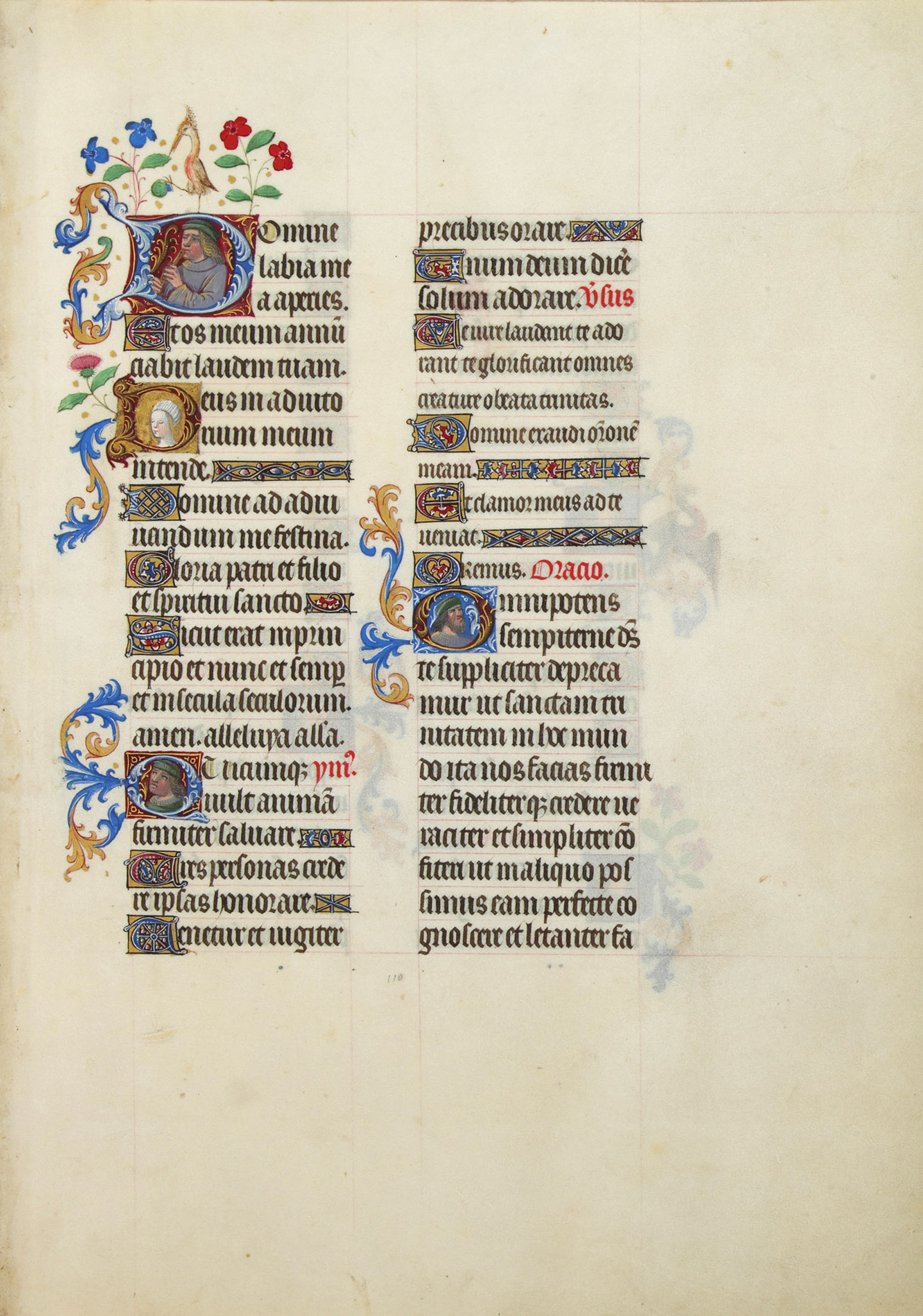
Перша сторінка щоденних, fol. 110 (1-й каліграф ?)

## Календар і мініатюри «Пори року»
Найбільш прославленими зображеннями часослова є цикл «Пори року» з 12 мініатюр із зображенням розваг вельможного панства чи сільських робіт. Часослови традиційно починалися з календаря, щоб читач міг визначити відповідність молитов певним дням, дням тижня, церковним святам. Кожна мініатюра увінчується півколом (тимпаном), на якому зображена сонячна колісниця, керована Фебом, відповідні кожному місяцю знаки зодіаку і його градуси. У календарі вказані дні місяця, їх тривалість у годинах і хвилинах, церковні свята та імена святих, золоті числа, за допомогою яких визначалося місце календарного року в метоновому циклі.
Ілюстрації циклу «Пори року» виявилися новаторськими з погляду своєї направленості, обраних для зображення тем, композиції, а також художнього і технічного виконання. На задньому плані більшості цих ілюстрацій показаний або один із замків герцога Беррійського, або замки, що належали королю Франції. Дослідники звертають увагу, що за тематикою ілюстрації календаря розпадаються на дві групи: в мініатюрах «Січень», «Квітень», «Травень» і «Серпень» показані сцени з життя знаті, а темою мініатюр, присвячених іншим місяцям, стали традиційні сільськогосподарські роботи і заняття, відповідно до пір року. Примітно, що чотири календарні мініатюри з першої групи знаходяться в одному зошиті-кватерніоні (першому) і впевнено приписуються братам Лімбургам. Едмон Поньон (fr) називає одного з братів Лімбургів, який виконав мініатюри «Січень», «Квітень», «Травень» і «Серпень», Куртуазним майстром (фр. le Courtois). У цих ілюстраціях щедро використані позолота і яскраві кольори, архітектурні комплекси відсунуті на задній план (займаючи лише його частину) й оповиті легким серпанком. Примітним є вибір сюжетів. Наприклад, для «Січня» — зображення господаря (тут — герцога Беррійського), що приймає гостей, було традиційним для тієї епохи. Але в цьому випадку створюється враження, що саме Жан Беррійський, а не Бог, є центром поклоніння.
Мініатюри «Лютий», «Червень» і «Липень», на думку Поньона, належать пензлю другого з братів Лімбургів з умовним ім'ям Рустикальний майстер (фр. le Rustique, простий). Для нього характерні особливе «одноманітне» положення ніг у персонажів, що стоять, велика кількість блакитного кольору, ретельно виписані деталі архітектурних споруд, зображених більш масштабно, ніж на інших ілюстраціях.
У мініатюрах «Березень», «Жовтень» та «Грудень» Поньон бачить руку ще одного майстра. Цей художник цікавився вирішенням завдання побудови перспективного зображення. Люди, тварини, архітектурні споруди на його ілюстраціях відкидають тіні. Подібно Рустикальному майстру, Майстер Тіней (фр. Maître aux Ombres) вибирає сюжети з життя простих людей і виконує їх «з глибоким розумінням і співчуттям до їх життєвих турбот і нелегкої праці». Ймовірно, Майстер Тіней працював вже у іншу епоху: його персонажі одягнені в костюми середини XV століття, визначити його ім'я поки не видається можливим.
Замок на мініатюрі «Вересень», на думку Поньона, міг виконати Рустикальний майстер, а сцена збору винограду належить пензлю Жана Коломба, жінка ж в червоній спідниці має схожість з персонажами «Жовтня», імовірно, її малював Майстер Тіней. Можливо, він почав мініатюру, а продовжили її інші художники.
Крім того, Поньон виділяє ще Благочестивого майстра — третього і останнього з братів (фр. le Devot), його почерк схожий з манерою Куртуазного майстра, однак має і відмінності. Благочестивий майстер виконав частину релігійних сцен (наприклад, «Св. Іван на Патмосі», «Мучеництво Св. Марка»).
В таблиці наведені атрибуції мініатюр Календаря Місса, Поньона і Казеля:
| Місяць   | Іл. | Атрибуції Місса                                    | Атрибуції Поньона                                                             | Атрибуції Казеля                                                            | Сюжет |
| -------- | --- | -------------------------------------------------- | ----------------------------------------------------------------------------- | --------------------------------------------------------------------------- | --- |
| Січень   |     | Жан Лімбург                                        | Куртуазний майстер                                                            | Лімбург B                                                                   | Обмін подарунками при дворі герцога Беррійського під час зустрічі Нового року. Він сидить на чолі столу в синьому одязі. У натовпі гостей, імовірно, Лімбурги зобразили себе (двоє в червоних тюрбанах і перед ними один у білому). В тимпані мініатюри зображені Козоріг і Водолій. Це єдина ілюстрація з усього циклу, де дія відбувається в інтер'єрі. На думку Сен-Жана Бурдена, на мініатюрі представлено не святкування приходу нового року, а завершення переговорів з англійцями в замку Жиак 6 січня 1414 року.[d] |
| Лютий    |     | Поль Лімбург                                       | Рустикальний майстер                                                          | Мініатюра написана після 1416 року                                          | Рубка дров, інтер'єр сільської хати, пейзаж не ідентифікується. Остаточний варіант мініатюри в деяких деталях дещо відрізняється від первісного підготовчого малюнку. Міллард Місс ставить «Лютий» в один ряд із зимовими пейзажами пензля Майстра Міста дам Meister der Cité des Dames (фр. Maître de La Cité des Dames) 1410 і 1419 років (зберігаються в Римі і Гаазі), однак в порівнянні з ними ця мініатюра видається розвиненішою.                                                                                   |
| Березень |     | Поль Лімбург, можливо, пізніше — майстерня Коломба | Куртуазний майстер (ландшафт) і Майстер Тіней (постаті)                       | Казель згодний з припущенням Беллозі, що мініатюра виконана після 1440 року | Орання, засівання, обробка винограднику. Місце — замок Лузіньян в Пуату. На перехресті доріг стоїть верстовий камінь — «монжуа» (фр. Montjoie),[e] над замковою вежею Пуатвен летить фея Мелюзіна у вигляді дракона, покровителька роду Лузиньянів.[f] |
| Квітень  |     | Жан Лімбург                                        | Куртуазний майстер                                                            | Лімбург B                                                                   | Молода пара обмінюється обручками в саду, у присутності родини і друзів. Передбачається (Жан Лоньон), що зображені заручини внучки герцога Бонни д'Арманьяк і Шарля Орлеанського. Дами збирають квіти для молодих. Місце — замок Дурдан (фр. Château de Dourdan), володіння герцога чи П'єрфон. За версією Бурдена на мініатюрі зображені заручини Марії Беррійської з Жаном Клермонським, яка відбулась у 1400 році. |
| Травень  |     | Жан Лімбург                                        | Куртуазний майстер                                                            | Лімбург B                                                                   | Святкування першого травневого дня. Процесія вирушає до лісу, щоб набрати гілок і квітів. Місце — замок в Ріомі (фр. Riom), столиці Оверні, володіння герцога (?)[g] чи Королівський палац (фр. Palais de la Cité, тепер Палац правосуддя), Париж, з баштами Консьєржері в далині, Тур д'Орлож, Шатле (фр. Châtelet) й іншими спорудами.[h] |
| Червень  |     | Поль Лімбург і Жан Коломб                          | Рустикальний майстер                                                          | Середина XV століття                                                        | Сінокіс. Місце — Париж, лука на острівці Жюїф, поруч Сіте (тепер насип Нового Моста), видніється замок Консьєржері, Сен-Шапель. |
| Липень   |     | Поль Лімбург                                       | Рустикальний майстер                                                          | Проміжний майстер                                                           | Жнива і підстригання овець. Місце — замок Пуатьє (фр. Château de Poitiers) на березі ріки Клен в Пуату, який не зберігся,[i] володіння герцога Беррійського. |
| Серпень  |     | Жан Лімбург                                        | Куртуазний майстер                                                            | Лімбург B і, ймовірно, Проміжний майстер, який розробив середній план       | Соколине полювання, купання. Місце — замок Етамп, володіння герцога Беррійського, його донжон під назвою Гінетт, зберігся досі. |
| Вересень |     | Поль Лімбург і Жан Коломб                          | Рустикальний майстер (?) — ландшафт, і Майстер Тіней (чи Ж. Коломб) — постаті | Брати Лімбурги, нижня частина — Жан Коломб чи його майстерня                | Збір винограду. Місце — замок Сомюр поблизу Анже.[j] |
| Жовтень  |     | Поль Лімбург і Жан Коломб                          | Майстер Тіней                                                                 | 1440–1450 роки                                                              | Посів озимих. Місце — поле напроти замку Лувр (тепер набережна Малаке). Вид від Готелю Нель (фр. Hôtel de Nesle), паризької резиденції герцога. |
| Листопад |     |                                                    | Жан Коломб, тимпан з зодіакальними символами — брати Лімбург                  | Жан Коломб                                                                  | Випасання свиней у лісі. Пейзаж — вигаданий, ймовірно, створений під впливом видів Савойї, де працював художник. |
| Грудень  |     | Поль Лімбург                                       | Майстер Тіней                                                                 | 1440–1450 роки                                                              | Полювання. Місце — дубовий гай навколо Венсенського замку, володіння герцога і місце, де він народився. |

## Вісім великих мініатюр
Вісім мініатюр: «Анатомічна людина» (fol. 14v), «Гріхопадіння і вигнання з Раю» (fol. 25v), «Зустріч волхвів» (fol. 51v), «Поклоніння волхвів» (fol. 52v), «Принесення у храм» (fol. 54v), «Падіння бунтівних ангелів» (fol. 64v), «Пекло» (fol. 108r), і «План Риму» (fol. 141v), є окремими аркушами, які не відносяться до жодного зошита. 1904 року Поль Дюр'є припустив, що ці мініатюри не призначалися для часослову, а є самостійними творами, доданими в манускрипт пізніше. За розмірами вони відмінні від інших мініатюр рукопису, на їх оборотних сторонах спочатку не передбачалась наявність тексту, вільні береги деяких з них не відповідають пропорціям, прийнятим у рукописі. Деякі мініатюри за тематикою («Анатомія людини», «План Риму») не відповідають зображенням, які зазвичай включаються до часословів. У той же час є серйозні відмінності й між самими мініатюрами, кожна з них видається самобутнім художнім твором. Серед істориків мистецтва немає єдиної думки, призначалися ці мініатюри для «Розкішного часослова» чи ні. Так, Міллард Місс вважав, що по смерті герцога вони знаходились в одній коробці разом з розрізненими зошитами часослова й, отже, призначалися для нього. Проте в інвентарі 1416 року листи з великими мініатюрами окремо не згадуються, тому точно невідомо, чи знаходились вони в коробці з часословом.
Більшість цих творів виконані під впливом античних («Анатомія людини», «Райський сад», «Зустріч волхвів» і «План Риму») і сучасних італійських зразків («Принесення у храм», «Падіння бунтівних ангелів»), з якими брати Лімбурги могли познайомитися в колекції герцога Беррійського. Причому вплив сучасного італійського живопису проявився в цих мініатюрах більш яскраво, ніж в усіх ілюстраціях часослова.

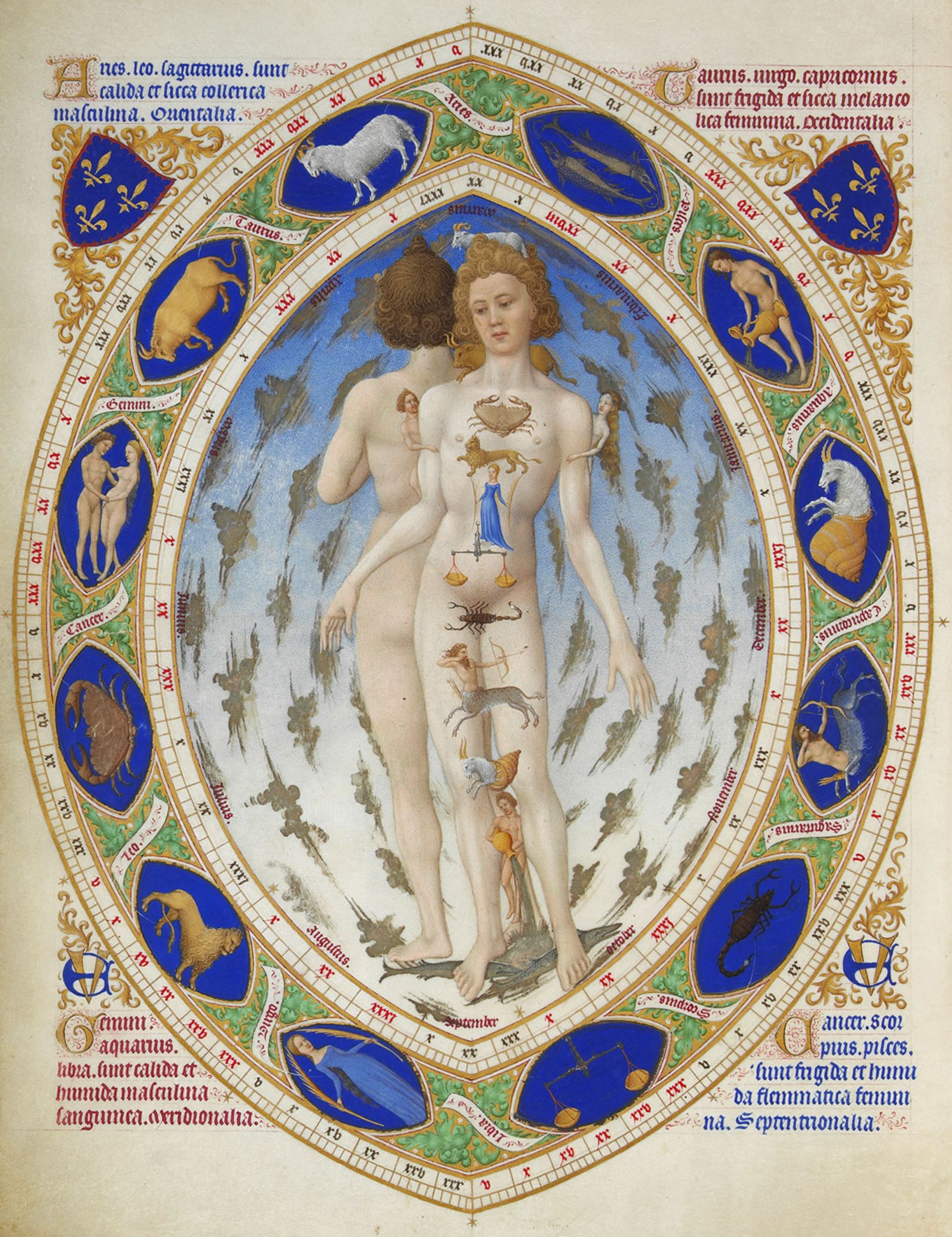
Анатомічна людина (fol. 14)

### Анатомічна людина

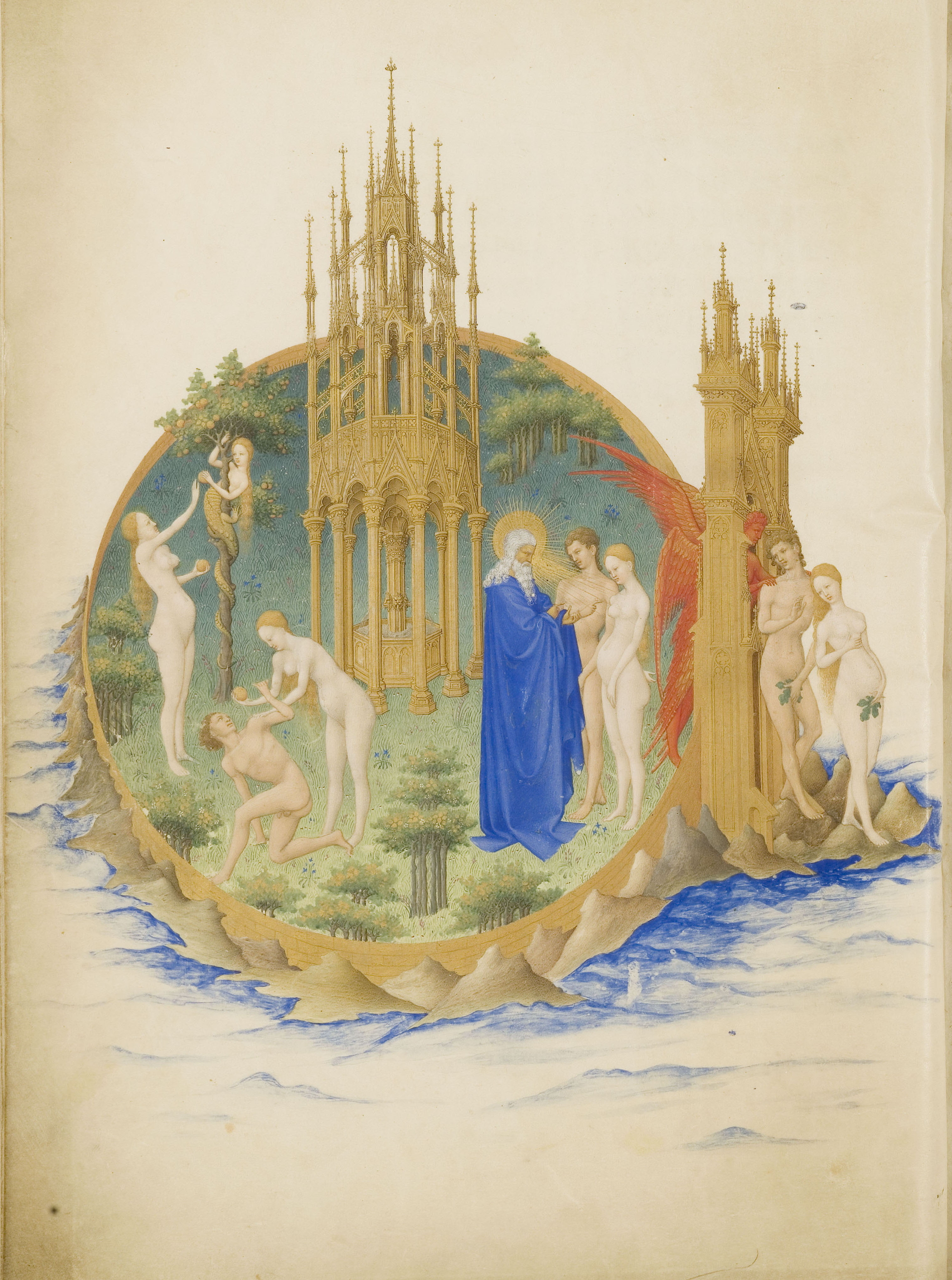
Гріхопадіння і вигнання з Раю
(fol. 25v)

Мініатюра (її розміри 249 × 194 мм, на зворотній стороні аркуша текст відсутній) поміщена в кінці календаря й ілюструє вплив сузір'їв на людину. Можливо, джерелом натхнення для художника стали книги з медицини й астрології. Зображення людини, частини тіла якої пов'язані з одним із дванадцяти знаків зодіаку, відомі з манускриптів того часу. На відміну від інших подібних ілюстрацій тут людська фігура представлена двічі і оточена овалом (мандорлою) із зображенням знаків зодіаку.
Безсумнівно, що мініатюра виконана на замовлення Жана Беррійського: в її верхніх кутах розміщені зображення його герба: три золоті лілії на блакитному тлі, обрамлені червоним. У нижніх кутах розташовані ініціали VE або UE. Їх наявність пояснюється по-різному: це або перші літери девізу герцога «En Vous», або перша й остання літери імені «Ursine» (святий, покровитель Беррі), або умовне ім'я жінки, з якою у Жана був любовний зв'язок під час перебування у англійському полоні.

У чотирьох кутах аркуша розміщені латинські написи, що пояснюють властивості кожного знака зодіаку згідно з чотирма властивостями (гарячий, холодний, вологий або сухий), темпераментами і сторонами світу. У лівому верхньому кутку значаться: Овен, Лев і Стрілець, гарячий і сухий, холеричний (темперамент), чоловічий (характер), східний; у верхньому правому: Телець, Діва і Козоріг, холодний і сухий, меланхолічний, жіночий, західний; у лівому нижньому: Близнюки, Водолій і Терези, гарячий і вологий, чоловічий, сангвінічний, південний; у правому нижньому: Рак, Скорпіон і Риби, холодний і вологий, флегматичний, жіночий, північний. Мініатюра виконана, ймовірно, до 1416 року. Казель приписує її «Лімбургу C», Місс — Полю і Жану Лімбургам, однак атрибуції мініатюри братам Лімбургам не цілком беззаперечні. Знаки зодіаку на цій мініатюрі виконані тим же майстром, що й на тимпанах календарних мініатюр.

### Гріхопадіння і вигнання з Раю
Мініатюра об'єднує одразу чотири сцени: Змій в образі сирени простягає Єві плід Дерева пізнання Добра і Зла; Єва пропонує плід Адаму; Бог карає Адама й Єву, яких виганяють з Раю вогненним херувимом, вони усвідомлюють свою наготу і прикривають себе фіговими листками.
Дослідники відзначають схожість фігури Адама, що приймає від Єви заборонений плід, з античною статуєю перса, яка зберігається в Галереї канделябрів (музеї Ватикану). Ще один екземпляр цієї скульптури перебуває в музеї Екс-ан-Провансу. Брати Лімбурги вже зображали Адама в тому ж положенні у «Повчальній Біблії» (fr) Пилипа Сміливого (fol. 3v).
У центрі композиції — павільйон-едикула в ґотичному стилі над колодязем життя. І павільйон, і Райські ворота мають багато спільного з барельєфом дверей Баптистерію Сан-Джованні (Флоренція) «Райські ворота» Лоренцо Гіберті і, ймовірно, створювалися за подібними зразкам. За версією Місса, мініатюра — твір Жана Лімбурга, а Казель приписує її «Лімбургу C».
Пізніше, при оправленні рукопису, «Гріхопадіння і вигнання з Раю» потрапило на один розворот з «Благовіщенням», який починає цикл, присвячений Діві Марії.

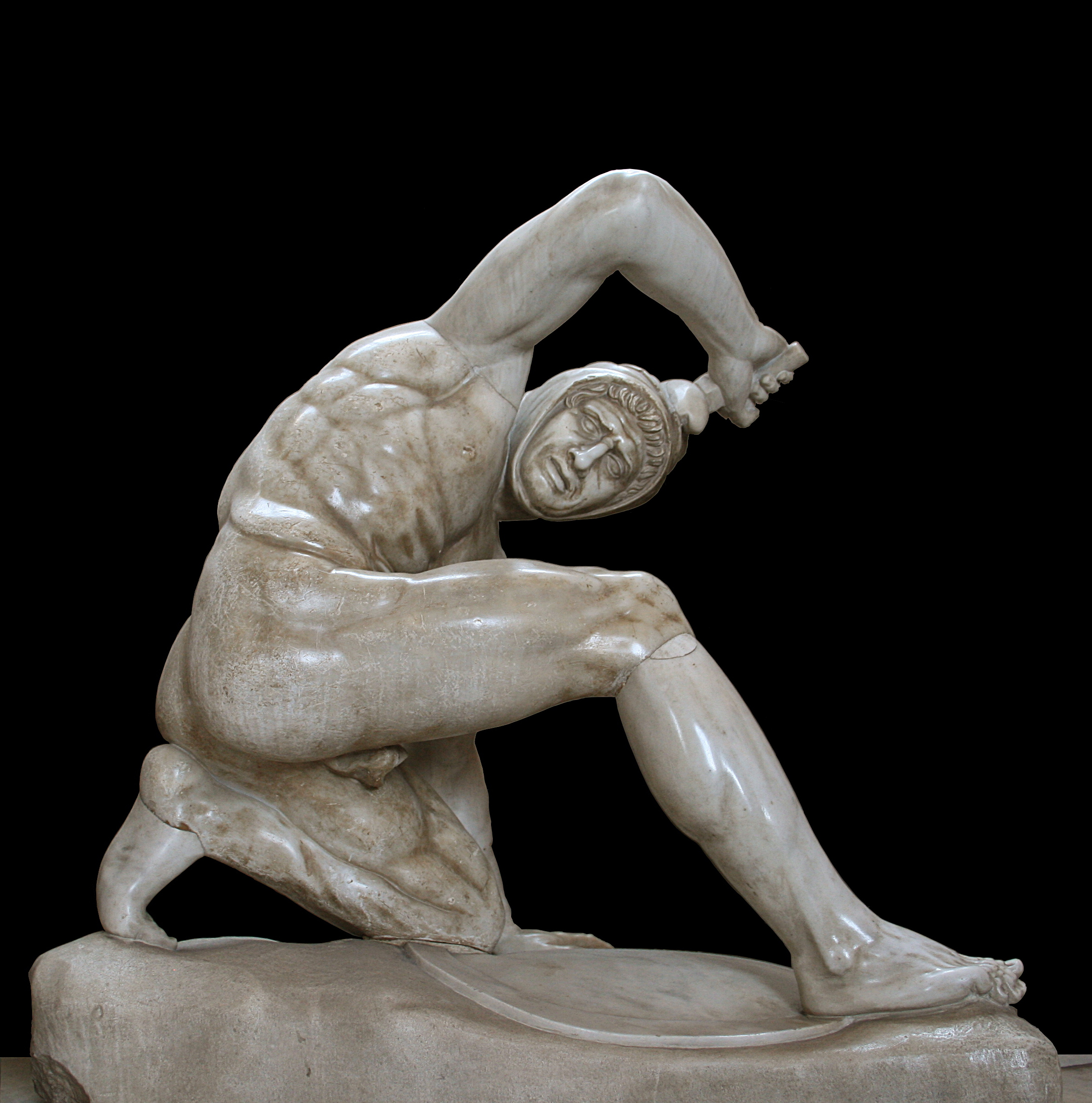
Уклінний перський воїн, Галерея канделябрів, Ватиканські музеї, inv 2794
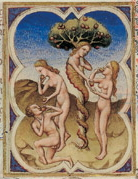
Спокушання Адама, «Повчальна Біблія», Національна бібліотека Франції, 1402 рік MS Fr 166, fol. 3v
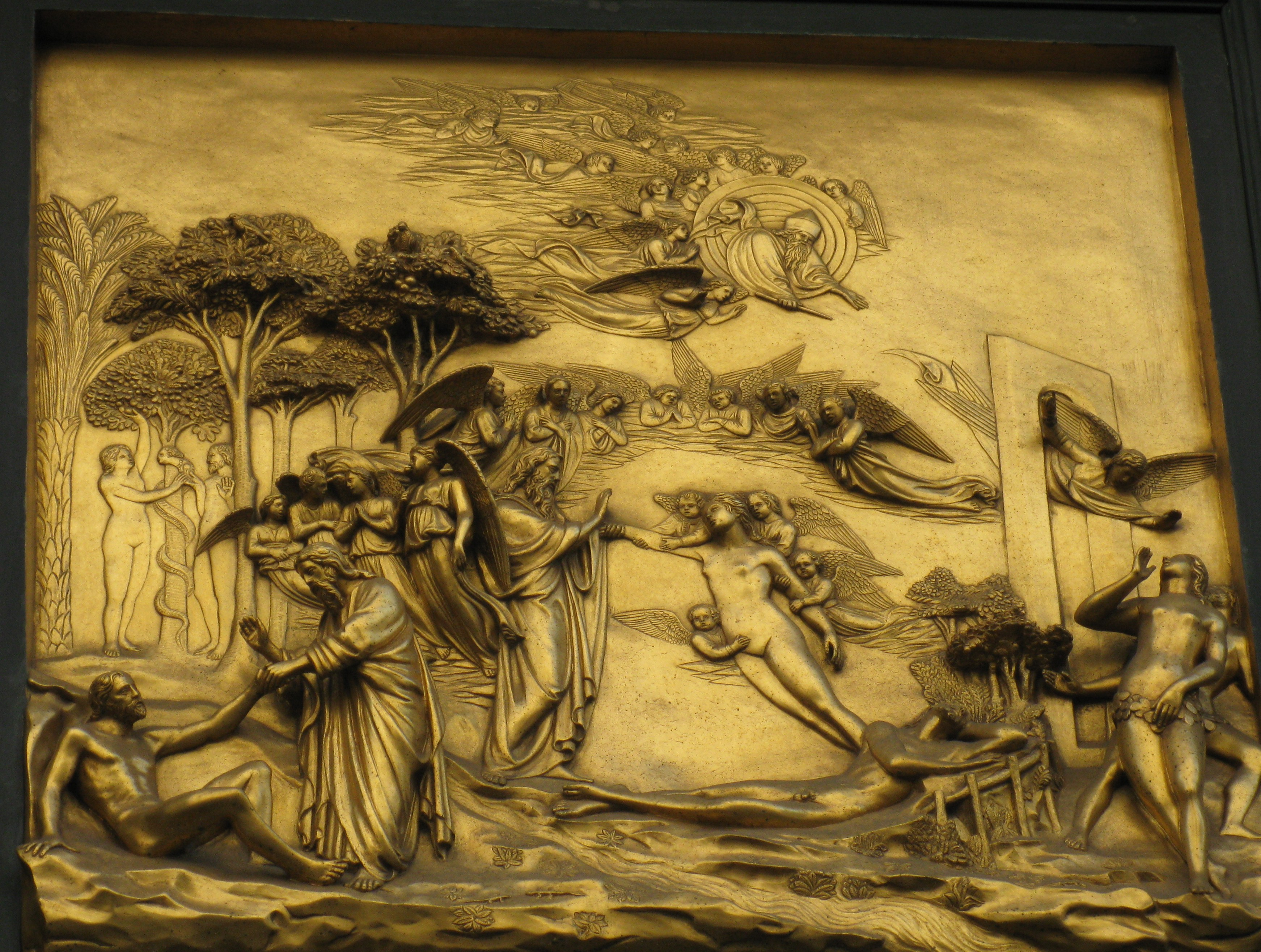
Рельєф Райські ворота баптистерію у Флоренції

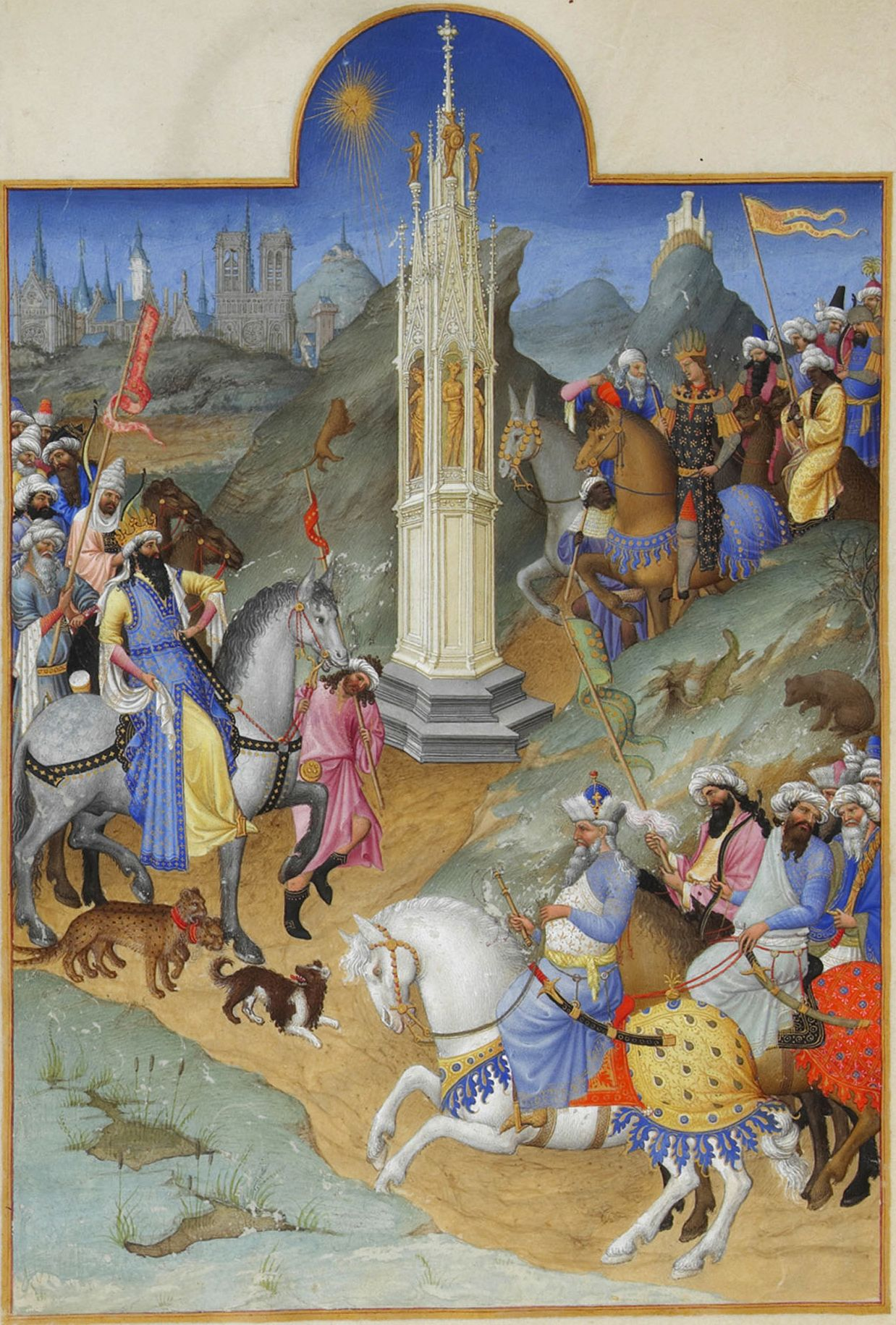
Зустріч трьох волхвів (fol. 51v)

### Зустріч волхвів

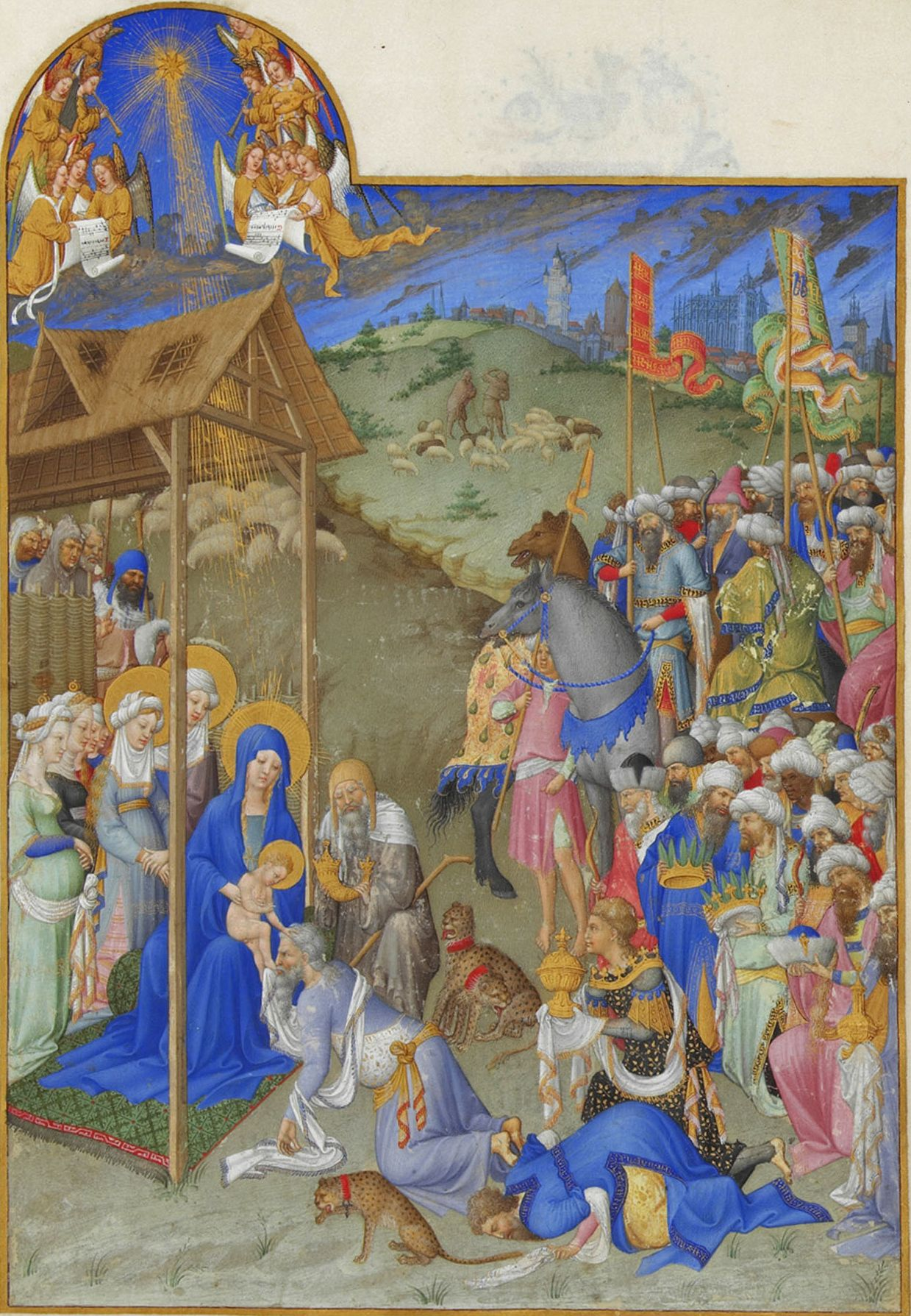
Поклоніння волхвів (fol. 52r)

Ця мініатюра намальована на щільнішому, ніж інші аркуші книги, пергаменті. При оправленні рукопису вона була включена до Годин Діви. Відносно новий у європейському образотворчому мистецтві сюжет узятий з "Легенди про трьох святих волхвів» (1364—1375) Івана Гільдесгаймського. Кожен з волхвів очолює свій кортеж: три групи вершників зустрічаються біля павільйону (едикули або montjoye), над яким сяє Вифлеємська зірка. Волхви в цьому випадку представляють не три різних континенти, про що йдеться в «Золотій легенді», а три віки людини. Каспара, наймолодшого (група вгорі праворуч), супроводжують два темношкірі персонажі, як це традиційно подавалося в італійській іконографії. Бальтазар (ліворуч) і Мельхіор (праворуч), відповідно, люди середнього й похилого віку. Останній увінчаний таким самим головним убором, як й імператор Август, представлений на іншій мініатюрі «Розкішного часослова» (fol. 22). Пишні почти царів доповнюються зображеннями диких тварин, серед яких є й ведмідь — символ герцога Беррійського.
Деякі історики вбачають тут зв'язок між східним виглядом персонажів, а також появою в мініатюрі екзотичних тварин, з візитом до Парижа візантійського імператора Мануїла Палеолога в 1400 році, свідками якого, можливо, були брати Лімбурги. Зображення лівого волхва — майже точна копія з реверсу візантійської медалі, що представляє імператора Костянтина верхи, яку герцог Беррійський придбав в 1402 році у італійського торговця, згадка про неї міститься в одному з інвентарів герцога.

Місто вгорі ліворуч, ймовірно, згадується в легенді як Єрусалим, однак зразком для нього послужили паризькі архітектурні комплекси: Собор Паризької Богоматері, Сент-Шапель, а також, ймовірно, частина палацу острова Сіте — Консьєржері. Можливо, таким чином автор мініатюри вказує на те, що Париж став наступником історичного Єрусалима.

### Поклоніння волхвів

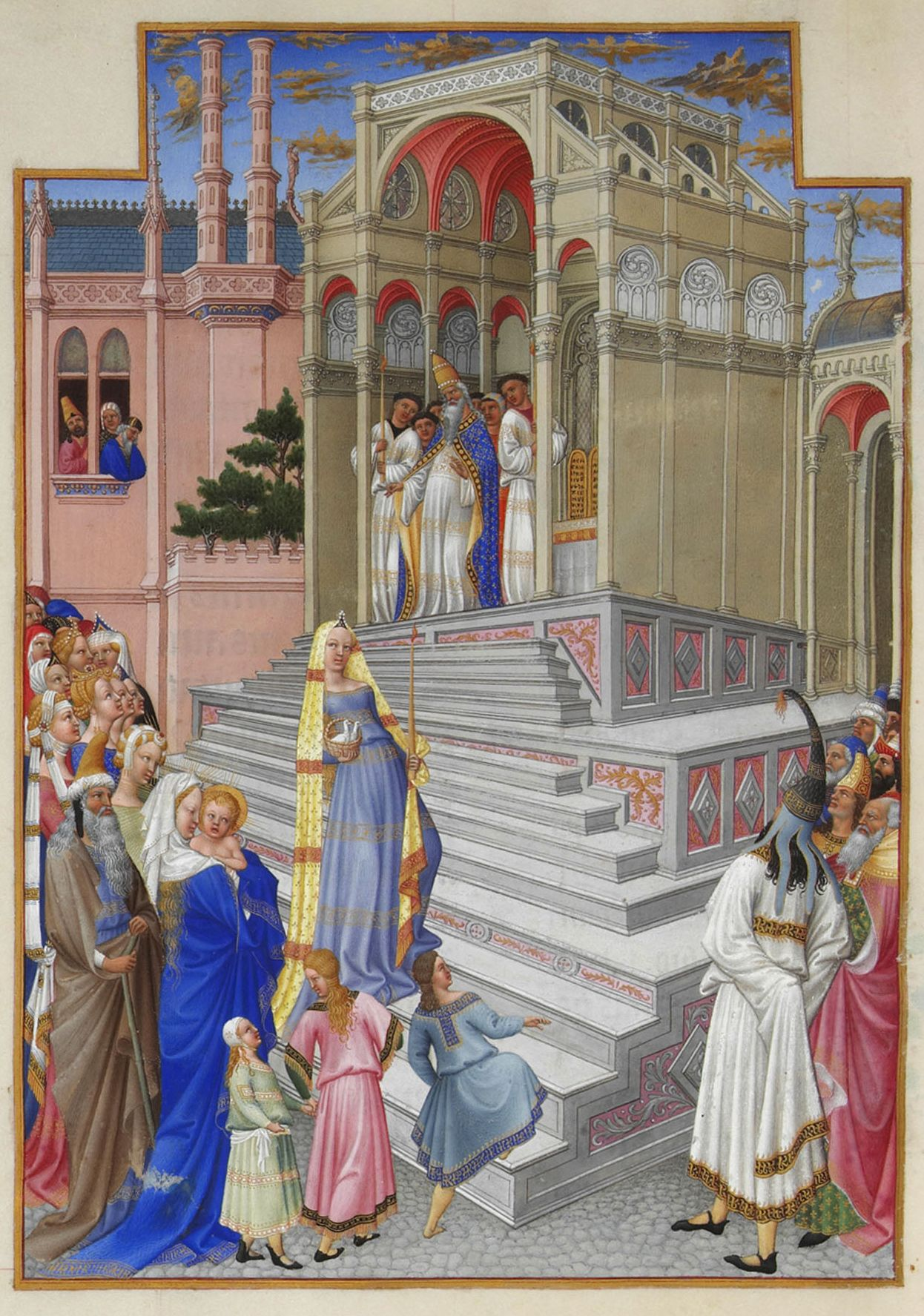
Принесення у храм (fol. 54v)

У правій частині мініатюри зображені волхви та їх по́чет. Три волхви зняли корони й опустилися на землю перед Марією, що тримає на руках Христа: Мельхіор цілує ногу немовляти, Бальтазар за східним звичаєм (і так, як описано в книзі Івана Гільдесгаймського) в знак поклоніння розпростерся на землі, Каспар, схиливши коліна тримає золотий кубок. Художник нетрадиційно об'єднав в одній ілюстрації сюжети Поклоніння волхвів, Благовіщення пастухам (задній план) і Поклоніння пастухів (група персонажів за яслами), а також одночасно представив епізоди Різдва й Богоявлення. Марія оточена жінками в костюмах початку XV століття. Місто на дальньому плані, — ймовірно, Вифлеєм, якому надано рис Буржа.
Персонажі навколо немовляти Христа розміщуються так само, як у сцені Поклоніння волхвів на ретабло, яке нині[коли?] зберігається в Музеї Маєра ван ден Берга (Антверпен, inv. 2, бл. 1395). Волхв, що стоїть ліворуч від Діви Марії на антверпенському ретабло художником, який виконував цю мініатюру, був перетворений на Йосипа. В руках він тримає такий же зразок ювелірного мистецтва: ріг, відносно рідкісної для тієї епохи форми. Місс приписує «Поклоніння волхвів» Полю Лімбургу, Казель припускає, що мініатюру міг написати не той майстер, який створив «Зустріч волхвів»: «Стиль Поклоніння м'якший, витонченіший, інтимніший».

Наразі мініатюри «Зустріч волхвів» і «Поклоніння волхвів» розташовані в часослові поруч, проте написані вони були на окремих аркушах. Ілюстрації мають однакову ширину (147 мм), але відрізняються за висотою і формою (розташуванням верхніх півкіл, що збільшують поле мініатюри). Спочатку на цьому аркуші не передбачалася наявність будь-яких написів, але наприкінці XV століття його зворотний бік був заповнений текстом, а малу мініатюру між колонками виконав Жан Коломб.

### Принесення у храм

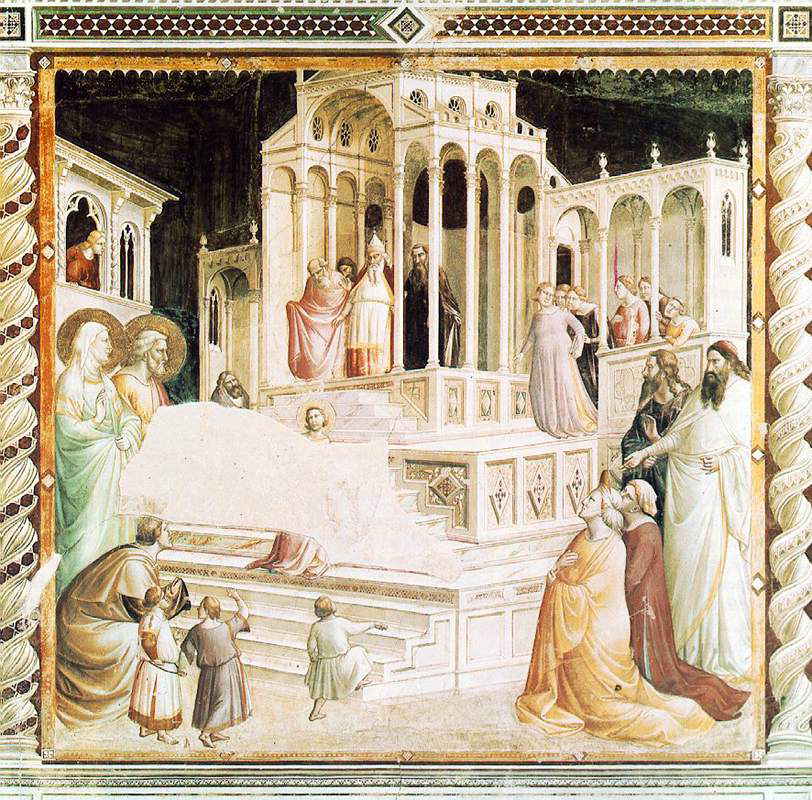
Введення Марії у храм, фреска, Базиліка Санта-Кроче, 1328—1330

В Євангелії від Луки принесення Ісуса у Храм (через сорок днів після народження) відповідає очищенню його матері. Аркуш з мініатюрою був поміщений у Годину Діви на початку нони (дев'ятої години), але також міг би опинитися в Месах літургійного року, перед месою до свята Стрітення (fol. 203).
Діва тримає Христа в своїх руках, її супроводжують Йосип і безліч жінок. Служителька храму вже ступила на сходи, свічка в її руці — знак Стрітення, полум'я свічки вказує на первосвященика, що очікує немовля угорі. Два голуби, яких несе служителька, — спокутна жертва.

Розмір ілюстрації 205 × 145 мм, зображення зміщене вгору, можливо, через те, що спочатку воно було написане на аркуші більшої величини, який був обрізаний при оправленні рукопису. За композиційною будовою мініатюра близька до фрески Базиліки Санта-Кроче (Флоренція) в капелі Барончеллі, приписаної Майстру капели Рінуччині (спершу її атрибутували Таддео Гадді), — майже точно повторені сходи храму і вигляд деяких персонажів. Один з малюнків у луврському зібранні, на думку німецького історика мистецтва Гаральда Келлера Harald Keller, міг послужити джерелом інформації про флорентійську фреску для Лімбургів, однак ця гіпотеза була поставлена під сумнів Міссом. Місс приписує авторство мініатюри Ерману Лімбургу, Казель зазначає, що вона дуже близька за стилем до ілюстрацій Поля («Лімбурга A»).

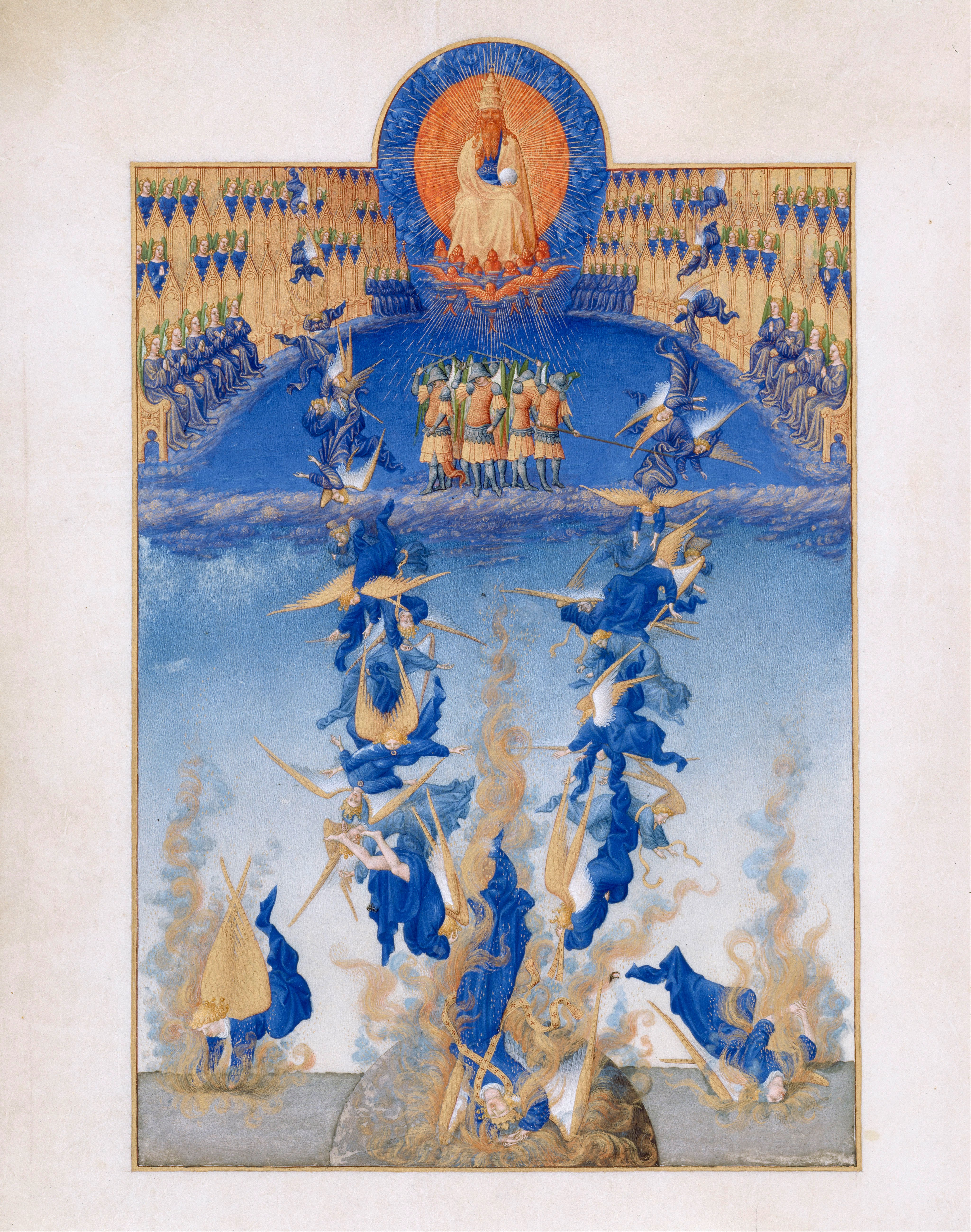
Падіння бунтівних ангелів (fol. 64)

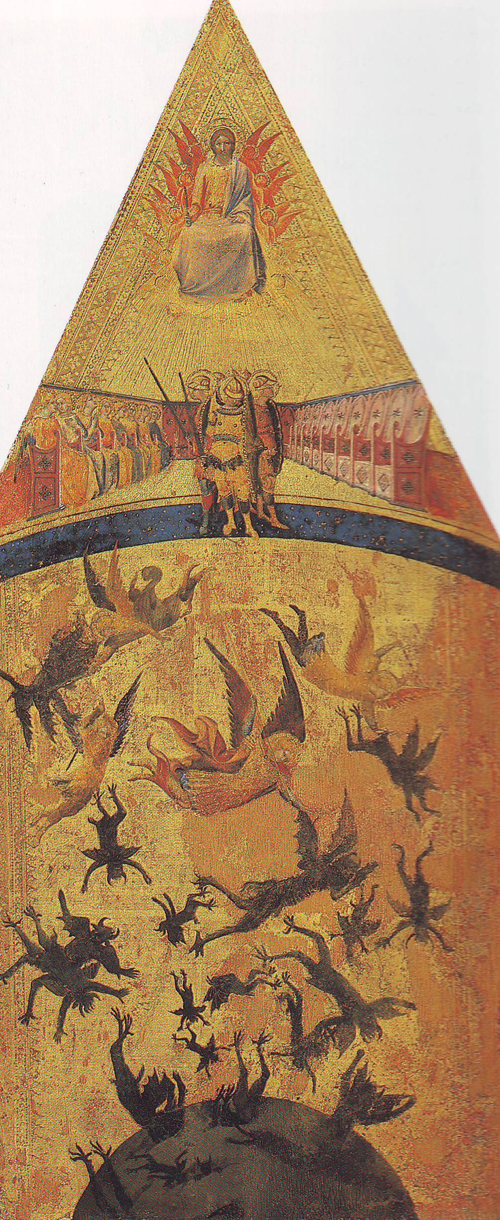
Падіння бунтівних ангелів, Лувр, бл. 1340

### Падіння бунтівних ангелів
Аркуш з мініатюрою поміщений на самому початку покутних псалмів. Епізод відсутній в Старому Заповіті, однак згадки про скинення ангелів є в кількох книгах Нового Заповіту. Люцифер, що повстав проти Бога, зазнає поразки і падає, тягнучи за собою бунтівних ангелів.
Бог сидить на троні в оточенні сонму ангелів, в його лівій руці — земна сфера, права піднята на знак засудження Люцифера. Невелике число ангелів, що залишились вірними, сидять у кріслах, невірні — падають вниз у води океану — незабаром вони перетворяться на демонів. Небесне воїнство, закуте в лати, стоячи на хмарах, які поділяють небо і землю, жене бунтівників. Люцифер вже на дні, він не втратив свою корону, атрибути ангела і столу — тут він постає антиподом Бога.

Ця іконографія, дуже рідкісна для часословів, могла бути запозичена з вівтарних образів. Так, Мішель Лаклот (fr) вказав як на одне з джерел сюжету вівтар з Лувру, що датується 1340—1345 роками і походить з Сієни. Автор образу — анонімний художник, названий Майстром бунтівних ангелів. (fr) Відмінність між цією картиною і мініатюрою в тому, що на першій занепалі ангели вже перетворилися на демонів, тоді як на ілюстрації з часослова вони ще зберігають колишній вигляд. Місс атрибутує «Падіння бунтівних ангелів» Полю Лімбургу, Казель — «Лімбургу C».

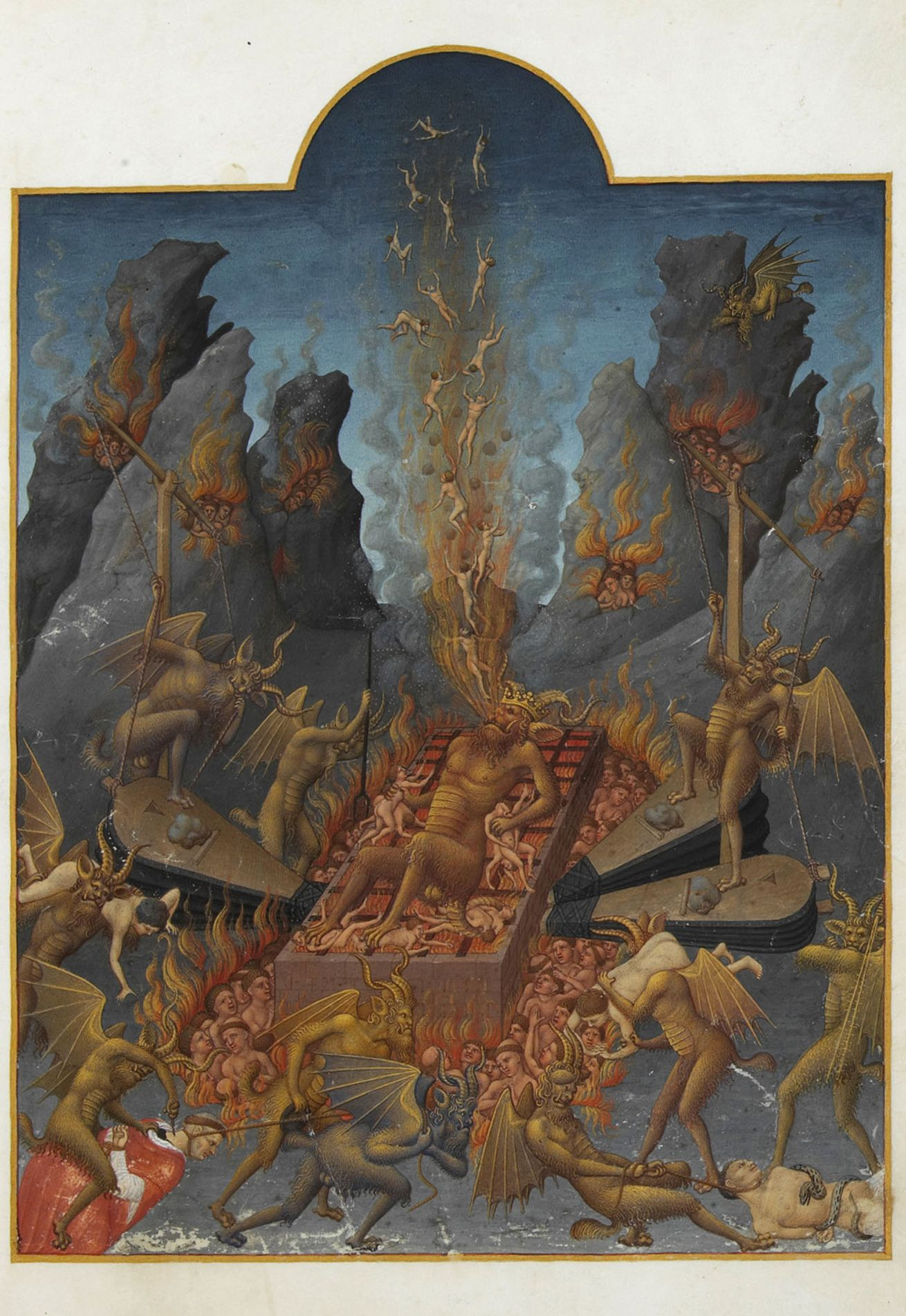
Пекло (fol. 108r)

### Пекло
Ця мініатюра завершує розділ поминальних молитов. Сюжет бере свій початок з тексту середини XII століття, що описує видіння ірландського монаха Тундала (лат. Vita Tundale), з описом Пекла, який став популярним у Середньовіччі.
У центрі мініатюри на великій решітці над вогняною ямою лежить Сатана. З його пащі виривається стовп полум'я, в який він кидає душі грішників. Три демони роздмухують вогонь під решіткою величезними міхами. Інші мучать душі проклятих, серед яких є й служитель церкви (його можна упізнати за одягом в тонзурою), і кидають їх у вогняну яму.

На думку Місса, який вважав, що вісім великих мініатюр спочатку створювалися для часослова, місце цього аркуша, можливо мало бути після свята Трійці і до малої поминальної служби (тобто між 113 і 114 аркушами). Місс приписує ілюстрацію Жану Лімбургу. За припущенням Казеля, «Пекло», судячи з його розмірами, не входило до корпусу мініатюр «Розкішного часослова». Казель вважає автором «Пекла» «Лімбурга C».

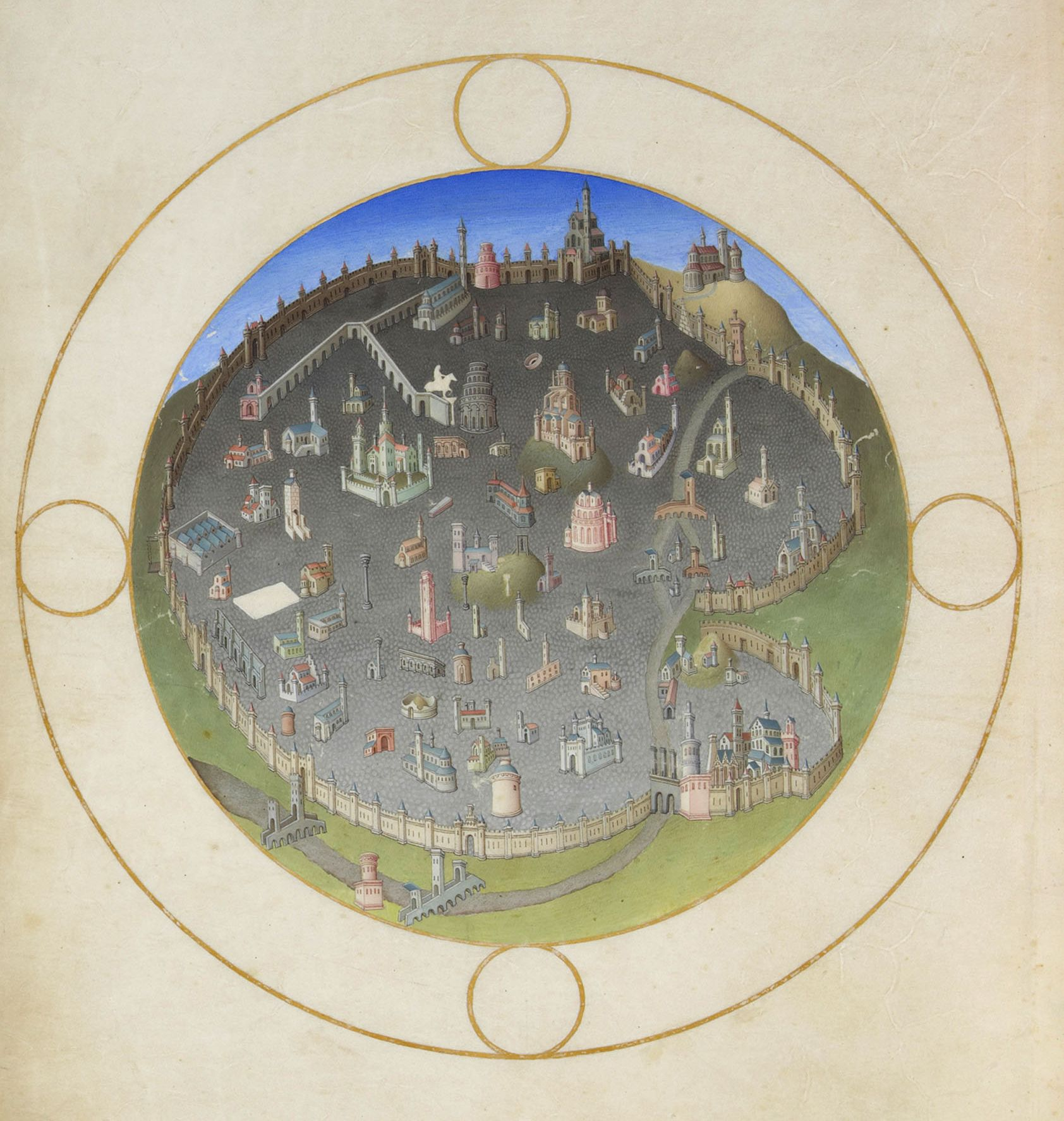
План Риму (fol.141)

### План Риму
Аркуш з мініатюрою круглої форми (діаметром 190 мм) вставлений між щоденними службами і Пристрасним циклом. Якого-небудь очевидного зв'язку з цією частиною рукопису в ілюстрації немає, можливо, вона була призначена для свят на честь апостолів Петра і Павла, які прийняли мученицьку смерть в Римі. План міста представлений з висоти пташиного польоту і орієнтований так, що північ знаходиться унизу, а південь — нагорі. Античні і християнські пам'ятки Риму розташовані довільно, житлові квартали не позначені, в центрі міста — Капітолій.
Давня традиція створення карт круглих форм тривала й у Середньовіччі. Звичайно так представлялися карти світу, рідше — міські плани. Герцог Беррійський володів кількома подібними картами.
Існує кілька творів, подібних до цього плану. Мініатюра дуже схожа на фреску Таддео ді Бартоло в Палаццо Публіко (Сієна) з серії фресок Алегорій і малюнків з римської історії (1413—1414). Місс виявив інший, що відрізняється великою кількістю пам'яток, план Риму з рукопису «Про змову Катіліни» Саллюстія (атрибутується Майстру Орозія (fr) і датується 1418 роком, зберігається в приватній колекції). Однак Місс не вважає, що цей план має пряме відношення до «Розкішного часослова»: найімовірніше, мініатюра створювалася під впливом проміжних творів, що не дійшли до наших днів. Інший план Риму, близький до ілюстрації з «Розкішного часослова», знаходиться в рукописі XIV століття Compendium францисканця Паоліно да Венеція (Венеція, Бібліотека Марчіана, Ms. Zanetti lat 399, fol. 98).
За однією з версій, у центрі плану на Капітолії зображена церква Санта Марія ін Арачелі: вона побудована на місці, де, за легендою, перед імператором Августом з'явилася Діва Марія з немовлям. Сцена явлення Марії імператору зустрічається в Часослові маршала Бусіко (fr) (Париж, Музей Жакмар-Андре, Ms. 1311), в «Прекрасному часослові» (fol. 26v), і в самому «Розкішному часослові» (fol. 22r). Герцог захоплювався Августом і любив, коли його порівнювали з цим римським імператором. Місс атрибутує мініатюру Жану Лімбургу, Казель — «Лімбургу C».

## Повний зміст Розкішного часослова
Скорочення і помітки:
- (Рекламанта) — у відповідному зошиті є незакінчена фраза, продовження якої знаходиться в наступному зошиті[89]
- (Рекламанта без закінчення) — в зошиті є незакінчена фраза, її продовження відсутнє[89]
- В круглих дужках після назв мініатюр вказані номера розворотів і положення мініатюри:
v — verso (ліва частина розвороту)
r — recto (права частина розвороту)
(39va) — мала мініатюра на лівій стороні розвороту 39 в першій колонці
(39vb) — мала мініатюра на лівій стороні розвороту 39 в другій колонці
- Жирним шрифтом виділені назви мініатюр, що представлені в колонці «Ілюстрація»

| Зошит | Аркуш                               | Кількість аркушів в зошиті | Кількість аркушів в зошиті | Зміст                                                                                                  | Ілюстрація | Мініатюри і їх розташування |
| Зошит | Аркуш                               | Подвійних                  | Додані (втрачені)          | Зміст                                                                                                  | Ілюстрація | Мініатюри і їх розташування |
| ----- | ----------------------------------- | -------------------------- | -------------------------- | --- | ---------- | --- |
| 1     | 1—8                                 | 4+2                        |                            | 1. Календар                                                                                            |            | Цикл «Пори року» 8 великих мініатюр, всі — на лівій стороні розвороту |
| 2     | 9—12                                | 2                          |                            | |            | Цикл «Пори року» 4 великі мініатюри, всі — на лівій стороні розвороту |
| 3     | 13—16                               | 2                          |                            | Закінчення календаря (13r)                                                                             |            | «Анатомічна людина» (14v) |
| 4     | 17—24                               | 4                          |                            | 2. Євангельські секвенції 3. Молитви до Діви Марії (с 20r)                                             |            | «Іван на Патмосі» (17r) «Мучеництво святого Марка» (19v) 5 малих мініатюр: «Святий Лука» (?) (18v); «Святий Матвій» (?) (18r);[k] «Марія», «Сивіла», «Імператор Август» (22r) |
| 5     | 25                                  | 1                          | -1                         | |            | «Гріхопадіння і вигнання з Раю» (25v) |
| 6     | 26—33                               | 4                          |                            | 4. Молитви до Діви Марії Початок утрені                                                                |            | «Благовіщення» (26r) 7 малих мініатюр: «Пророцтво Давида про пришестя Христа» (26v); «Христос над всім живим» (27v); «Пророцтво Давида про проповіді апостолів» (28r); «Перенесення у храм Ковчега Заповіту» (29r); «Містичні заручини Христа і Церкви» (31r); «Сини Корея дякують Господу за своє спасіння» (32r); «Церква войовнича і переможна» (32v)                                                             |
| 7     | 34—41 (рекламанта)                  |                            |                            | |            | «Хрещення блаженного Августина» (37v), «Зустріч Марії і Єлизавети» (38v) 8 малих мініатюр: «Христос-Суддя» (34r); «Воскресіння мертвих на Страшному Суді» (34v); «Зведення Храму» (35v); «Христос — Цар небесний» (39r); «Давид, що молиться» (39va); «Сон Давида про Воскресіння» (39vb); «Три отроки в печі вогненній» (40v); «Бог творіння» (41v)                                                                 |
| 8     | 42—49 (рекламанта)                  | 4                          |                            | Початок прими                                                                                          |            | «Різдво» (44v), «Благовіщення пастухам» (48r) 7 малих мініатюр: «Пророцтво Захарії» (43v); «Цар-псалмоспівець Давид» (45r); «Перемога Месії» (45v); «Давид молить Господа про допомогу» (46v); «Давид у молитві» (48v); «Звільнення полонених» (49r); «Давид споглядає зведення Храму» (49v) |
| 9     | 50—58 (рекламанта)                  | 2                          | 5                          | Початок сексти                                                                                         |            | «Зустріч волхвів» (51v), «Поклоніння волхвів» (52r), «Принесення у храм» (54v) «Втеча до Єгипту» (57r) |
| 10    | 59—67 (рекламанта)                  | 4                          | 1                          | 5. Покутні псалми (початок з 65r)                                                                      |            | «Коронування Марії» (60v) 6 малих мініатюр: «Зустріч Марії і Єлизавети» (59v); «В страшенній небезпеці» (61r); «Молитва про щасливе повернення» (61v); «Надія в утисненні» (62r); «Щастя — у вдоволенні малим» (62v); «Принесення у храм» (63r) «Падіння ангелів» (64v) 4 малі мініатюри: «Молитва про смертельну небезпеку» (65r) «Нафан звинувачує Давида» (65v); «Жалоба в утисненні» (66v); «Давид і Урія» (67v) |
| 11    | 68—75 (рекламанта)                  | 4                          |                            | 6. Літанії всіх святих (з 72r) 7. Служіння Хресту (з 75r)                                              |            | 3 малі мініатюри: «Єрусалим у небезпеці» (68v); «Покутна молитва» (70r); «Заклик про допомогу в утисках ворогами» (70v) «Процесія святого Григорія» (71v/72r) «Христос Страстотерпець» (75r) |
| 12    | 76—83 (рекламанта)                  | 4                          |                            | 8. Богослужіння Святому Духу (з 79r) 9. Поминальна служба (з 82r) початок вечірні                      |            | «Зішестя Святого Духу» (79r) «Іов на гноїщі» (82r) |
| 13    | 84—91 (рекламанта)                  | 4                          |                            | Початок першої ноктурни Початок другої ноктурни                                                        |            | «Погребіння Раймона Діокре» (86v) «Смерть-вершник» (90v) 4 малі мініатюри: «Подяка Господу за допомогу» (84r); «Щастя в довірі Богу» (85r); «Молитва про захист» (88r); «Відданість Господу» (91v) |
| 14    | 92—99 (рекламанта)                  | 4                          |                            | |            | «Перемога царя Давида» (95r) 3 малі мініатюри: «Благостна впевненість у Богові» (92v); «Подяка за збереження від прокляття» (96r); «У тузі за Господом» (97v) |
| 15    | 100—107                             | 4                          |                            | Початок лауд                                                                                           |            | «Каяття царя Давида» (100v) 2 малі мініатюри: «Подяка за дари Господні» (101v); «Подячна пісня Єзекії» (103v) |
| 16    | 108                                 | 1                          | -1                         | |            | «Пекло» (108r) |
| 17    | 109—116 (рекламанта)                |                            |                            | 10. Щоденні служби а) Неділя (шанування Святої Трійці) б) Понеділок (поминання померлих)               |            | «Хрещення» (109v) «Чистилище» (113v) |
| 18    | 117—124 (рекламанта)                |                            |                            | в) Вівторок (шанування Святого Духу)                                                                   |            | «Прощання апостолів» (122v) |
| 19    | 125—132 (рекламанта)                | 4                          |                            | г) Середа (спілкування святих) ґ) Четвер (таїнства)                                                    |            | «Собор усіх святих» (126r) «Таїнство причастя» (129v) |
| 20    | 133—140                             | 4                          |                            | д) П'ятниця (поклоніння Святому Хресту) е) Субота (шанування Діви Марії)                               |            | «Віднайдення Святого Хреста» (133v) «Введення у храм» (137r) |
| 21    | 141                                 | 1                          | -1                         | |            | «План Риму» (141v) |
| 22    | 142—143                             | 2                          | -2                         | 11. Богослужіння Страстей Господніх                                                                    |            | «Взяття Христа під варту» (142v) «Ісус на шляху до дому своїх сусідів» (143r) |
| 23    | 144—149                             | 3                          | 2                          | Початок прими Початок терції                                                                           |            | «Бичування Христа» (144r) «Ісус залишає преторію» (146v) «Несення Хреста» (147r) 1 мала мініатюра: «Самогубство Юди» (147v) |
| 24    | 150—157 (рекламанта без закінчення) | 4                          |                            | До сексти Початок нони Початок вечірні                                                                 |            | «Розп'яття» (152v), «Смерть Ісуса» (153r) «Зняття з хреста» (156v), «Положення у труну» (157r) 3 малі мініатюри: «Богозалишеність у смертельній небезпеці» (150r); «Супротивник, що переважає» (153v); «У тіні крил Твоїх» (157v) |
| 25    | 158—165 (рекламанта)                |                            |                            | 12. Меси літургійного року а) Третя різдвяна меса б) Перша неділя посту в) Друга неділя посту          |            | «Різдвяна меса» (158r) «Спокушання Христа» (161v)[l] «Зцілення дочки хананенянки» (164r) |
| 26    | 166—173 (рекламанта)                |                            |                            | г) Третя неділя посту ґ) Четверта неділя посту д) Страсна неділя е) Вербна неділя                      |            | «Зцілення біснуватого» (166r) «Диво примноження хлібів» (168v) «Воскресіння Лазаря» (171r) «Вхід у Єрусалим» (173v) |
| 27    | 174—181 (рекламанта)                | 4                          |                            | Вербна неділя (продовження)                                                                            |            | |
| 28    | 182—189 (рекламанта без закінчення) | 4                          |                            | є) Великдень ж) Вознесіння Христа з) День Святого Духу и) Свято Трійці і) Свято Тіла Христового        |            | «Воскресіння» (182r) «Вознесіння» (184r) 1 мала мініатюра: «Трійця» (186r) 1 мала мініатюра: «Логос, що благословляє світ» (188r) |
| 29    | 190—197 (рекламанта)                | 4                          |                            | ї) Вознесіння Марії й) Меса Марії к) Воздвиження Хреста л) День архангела Михаїла м) Собор усіх святих |            | 1 мала мініатюра: «Мадонна з немовлям» (191v) «Воздвиження Хреста Господнього» (193r) «Битва архангела Михаїла з драконом» (195r)[m] 1 мала мініатюра: «Благословіння папи» (197r) |
| 30    | 198—202 (рекламанта)                | 3                          | -1                         | Собор усіх святих (продовження) н) Свято поминання душ о) Свято апостола Андрія п) Стрітення           |            | 1 мала мініатюра: «Заупокійна меса» (199v) «Мучеництво святого Андрія» (201r) |

В манускрипті відсутні утреня і лауди (близько 15 аркушів), а також вечірня й повечір'я богослужіння Страстей Господніх (fol. 142). Псалом вечірні наприкінці 24 зошита не має продовження (втрачені приблизно три подвійних аркуша), відсутнє завершення псалма 80 (fol. 189v) у 28 зошиті.

## Інші часослови герцога Беррійського, над якими працювали брати Лімбурги
- «Прекрасний часослов герцога Беррійського» (фр. Les Belles Heures), бл. 1409 року. Зібрання The Cloisters Музею Метрополітен, Нью-Йорк.[118]
- «Малий часослов герцога Беррійського» (фр. Les Petites Heures de Jean de Berry). Розпочатий у 1372 році Жаном ле Нуаром, продовжений Жакмаром де Есденом. Завершений у 1390 році, Лімбургами виконана одна мініатюра (Національна бібліотека Франції, Париж, Ms. Lat.18014).[119]
- «Турино-Міланський часослов» (фр. Les Très Belles Heures de Notre-Dame) чи «Прекрасний часослов Діви Марії». Частина рукопису зберігається в Національній бібліотеці, Париж, MS: Nouvelle acquisition latine 3093; ще одна — в Музео Цивіко д'Арте Антіко, Палаццо Мадама, Турин.[120] Розпочатий у 1382 році і пов'язаний з іменами не тільки Лімбургів, але й Яна ван Ейка і Жана Пюселя. Брати Лімбурги створили для нього 3 мініатюри.[121]